# Aloys Denoth
Aloys Denoth (* 4. Juli 1851 in Nauders, Tirol; † 24. Dezember 1893 in  Hamburg) war ein Bildhauer und Holzschnitzer.

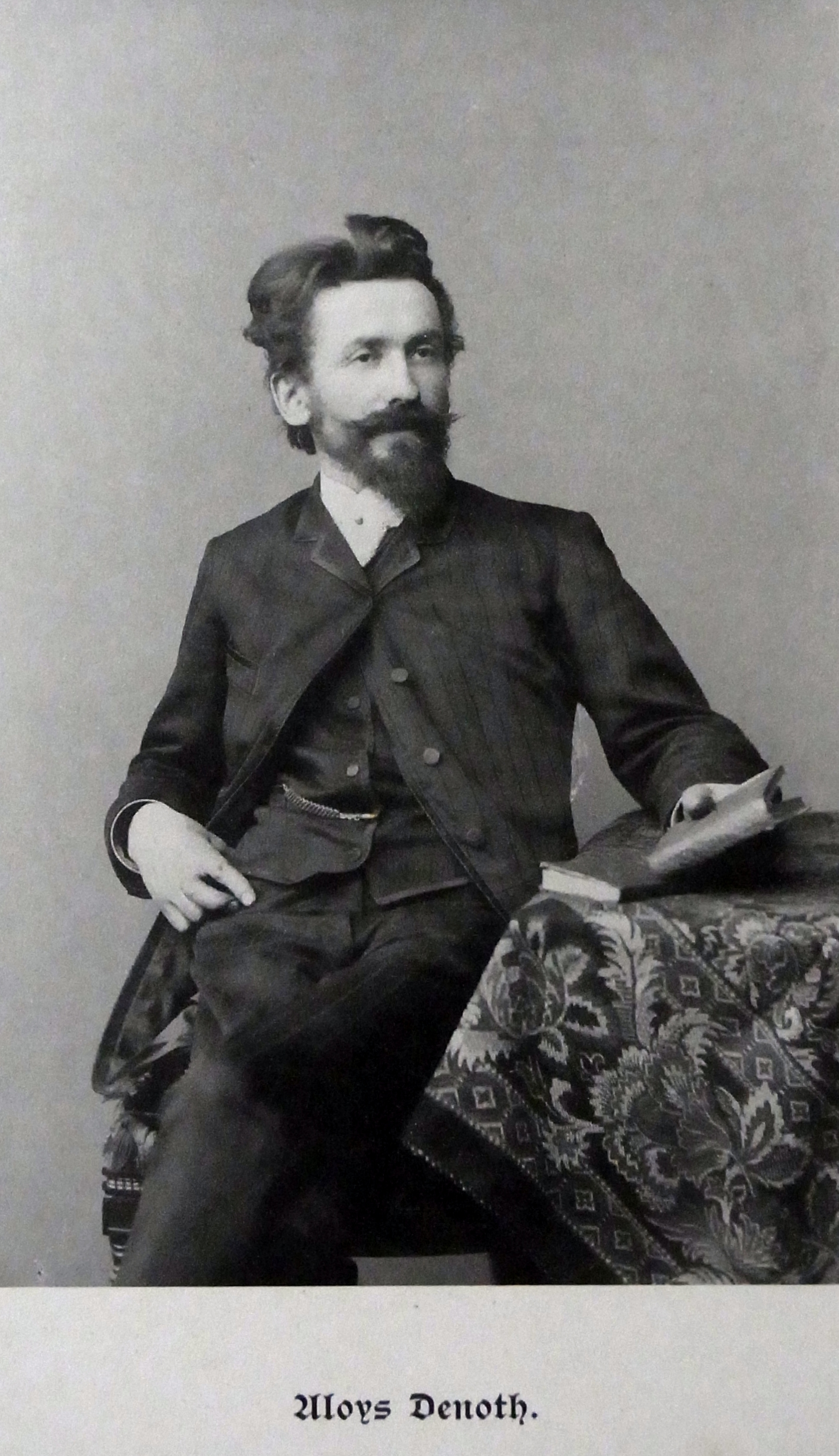
Porträtfoto des Holzschnitzers und Bildhauers Aloys Denoth (1851–1893)

## Leben und Werk
Nach seiner Bildhauerlehre in Innsbruck (Werkstatt Michael Stolz) ging er für vier Jahre nach Meran (Werkstatt Beudl). 1871 kam er nach Deutschland und arbeitete als Zeichner. 1876 kam er nach Leipzig, wo er seine spätere Frau Marie kennenlernte, und arbeitete als Bildhauer in der Werkstatt von Frank Schneider.
Seinem Freund Rudolf Paetz folgte er 1882/83 nach Hamburg und eröffnete 1886 im Stadtteil St. Georg eine eigene Bildhauerwerkstatt und trat dem Hamburger Künstlerverein von 1832 bei.
Justus Brinckmann, der Direktor des Museums für Kunst und Gewerbe Hamburg, hat die außergewöhnliche Begabung Denoths früh erkannt und ihn gefördert. Aloys Denoth starb unerwartet mit nur 42 Jahren. Er konnte die Einweihung des Hamburger Rathauses nicht mehr erleben. Brinckmann hatte für ihn im Jahr nach seinem Tod eine Gedenkausstellung ausgerichtet und von der Lithographischen Anstalt Carl Griese eine großformatige Mappe mit den Holzschnitzwerken Denoths drucken lassen.
Denoth wurde auf dem Friedhof Ohlsdorf beerdigt, sein Grab nahe dem Rosengarten und der Cordesallee (M 11-49) ist heute jedoch nicht mehr erhalten.

### Arbeiten für St. Johannis (Harvestehude)
Für die vom Architekten Wilhelm Hauers 1879–1882 entworfene Kirche St. Johannis (Harvestehude) hat Denoth 1892 zwei Engel in Adorantenhaltung geschaffen. Sie hatten ursprünglich den Hochaltar flankiert.
In der Vierung der Kirche sind zwei der sieben Reliefmedaillons – „Selig sind die Barmherzigen“ und „Tobias und der Engel“ – ebenfalls von Denoth geschaffen. Sie zeichnen sich durch besonderes freiplastische Qualitäten aus und greifen im Unterschied zu den Medaillons u. a. von Fritz Neuber (1837–1889) tiefer in den Raum hinein. Ein kleiner Hund lockert die Tobiasszene auf und zeigt den lebendigen Stil dieses Bildhauers.

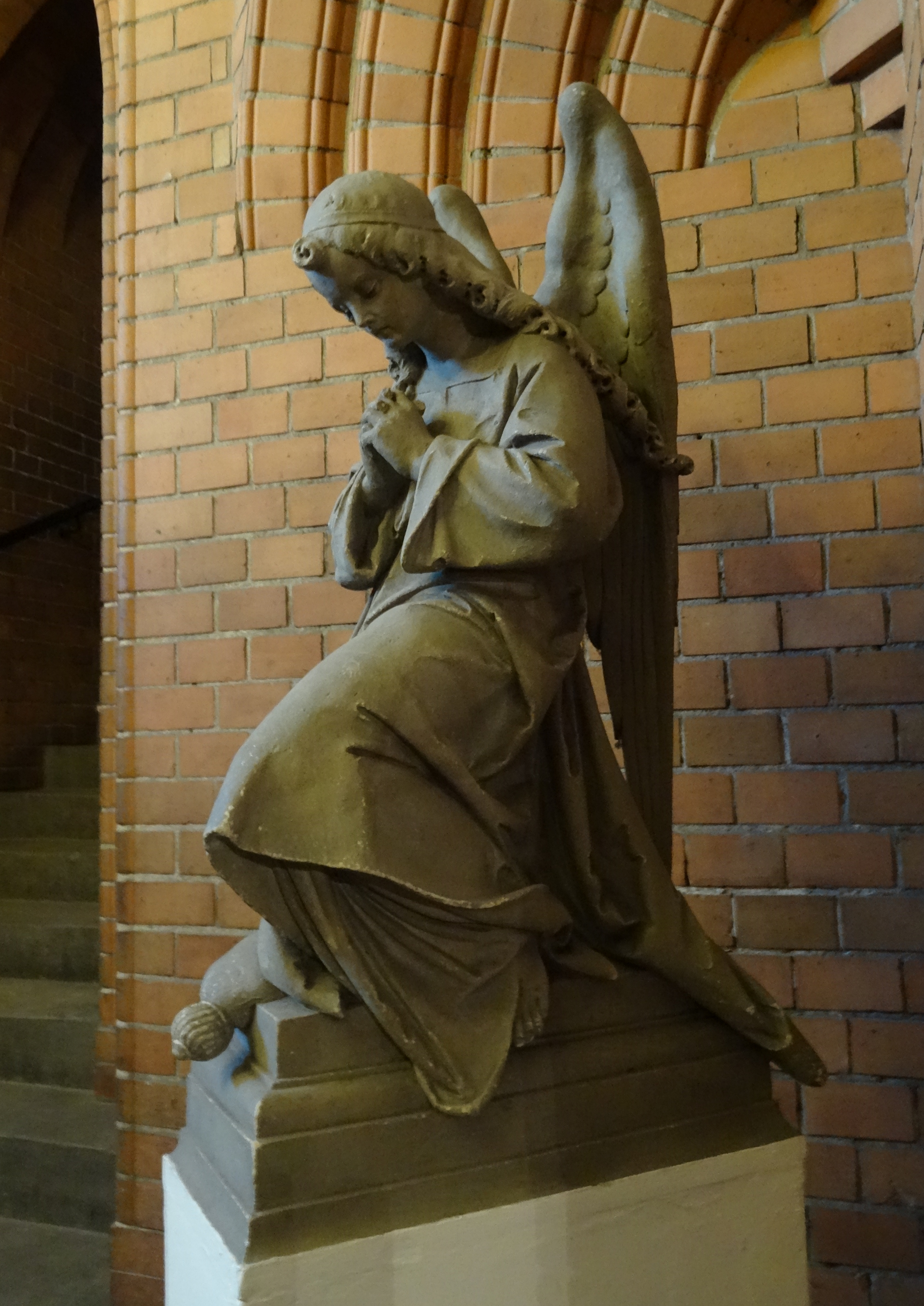
Der Engel für St. Johannis (Harvestehude) von Aloys Denoth (links)
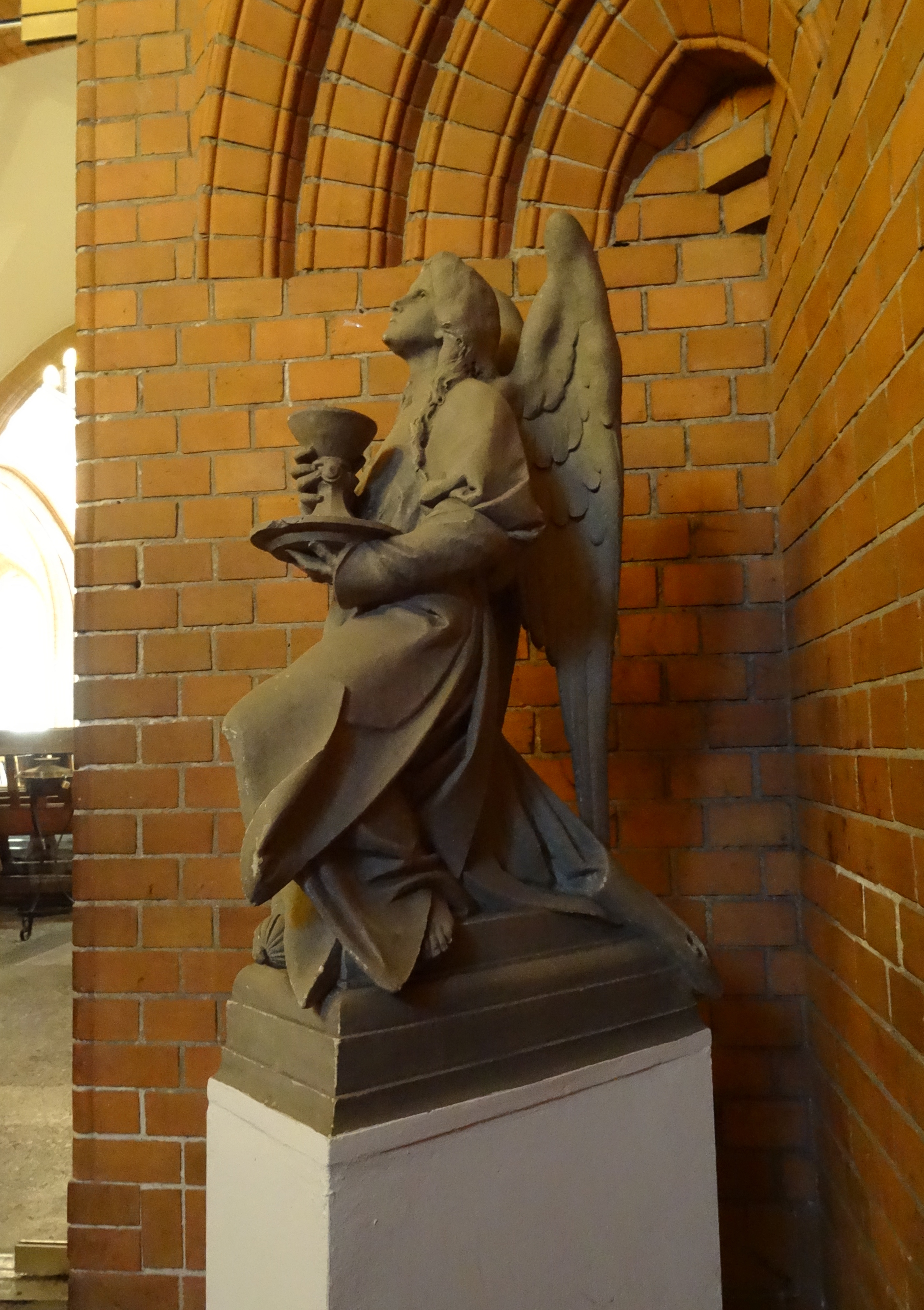
Der Engel für St. Johannis (Harvestehude) von Aloys Denoth (rechts)
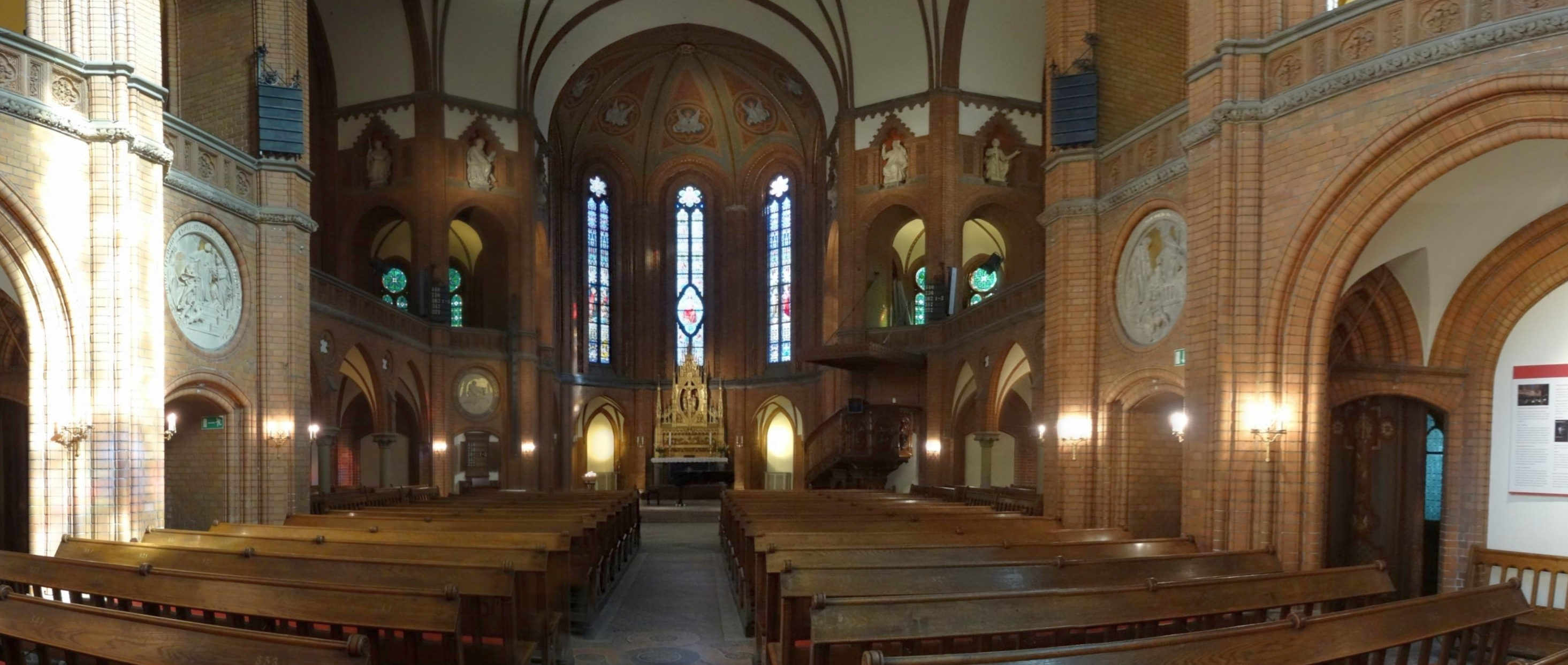
St. Johannis (Harvestehude)- Seitlich sind die Reliefmedaillons zu erkennen
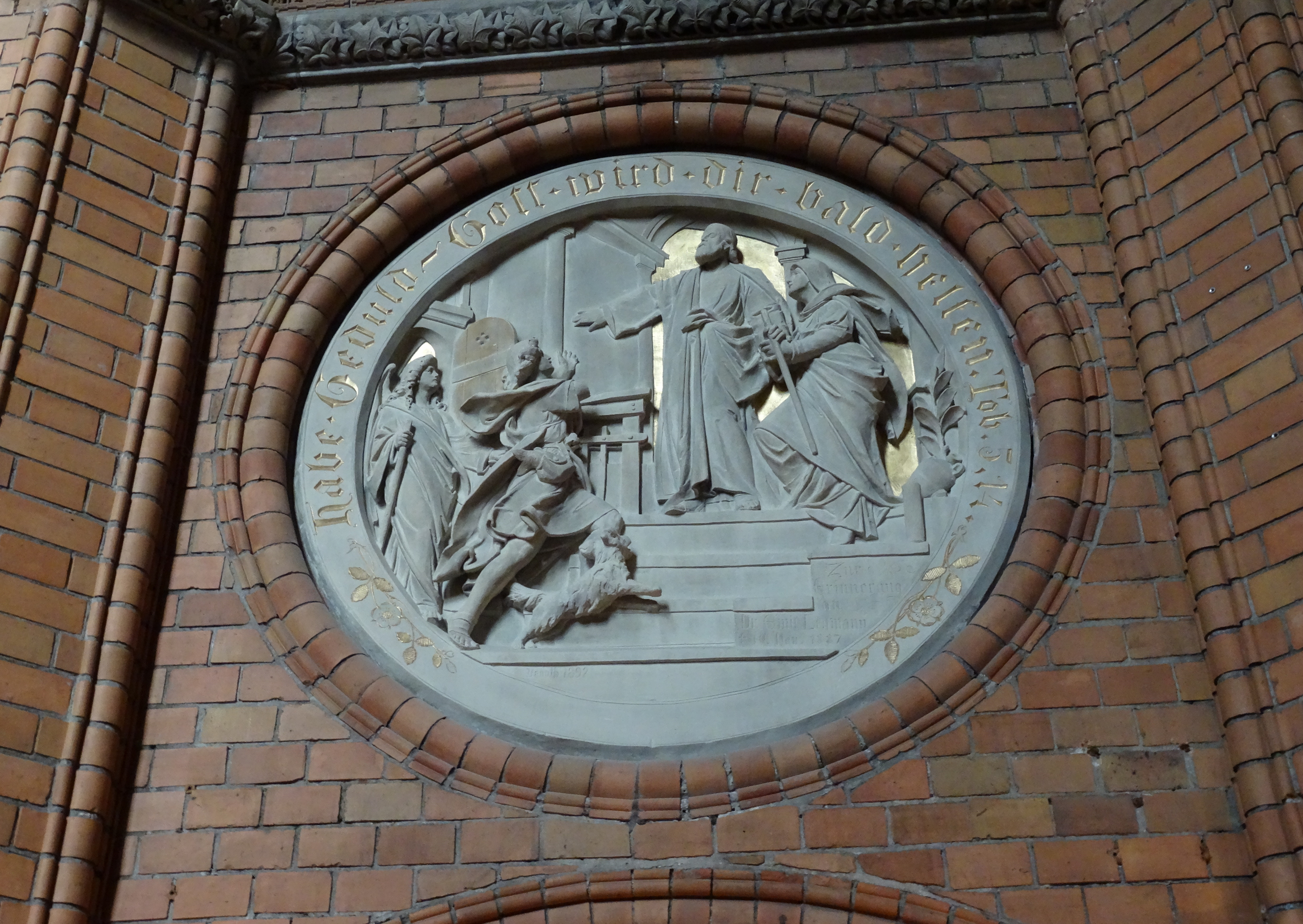
Relief von Aloys Denoth: “Die Rückkehr des Tobias”
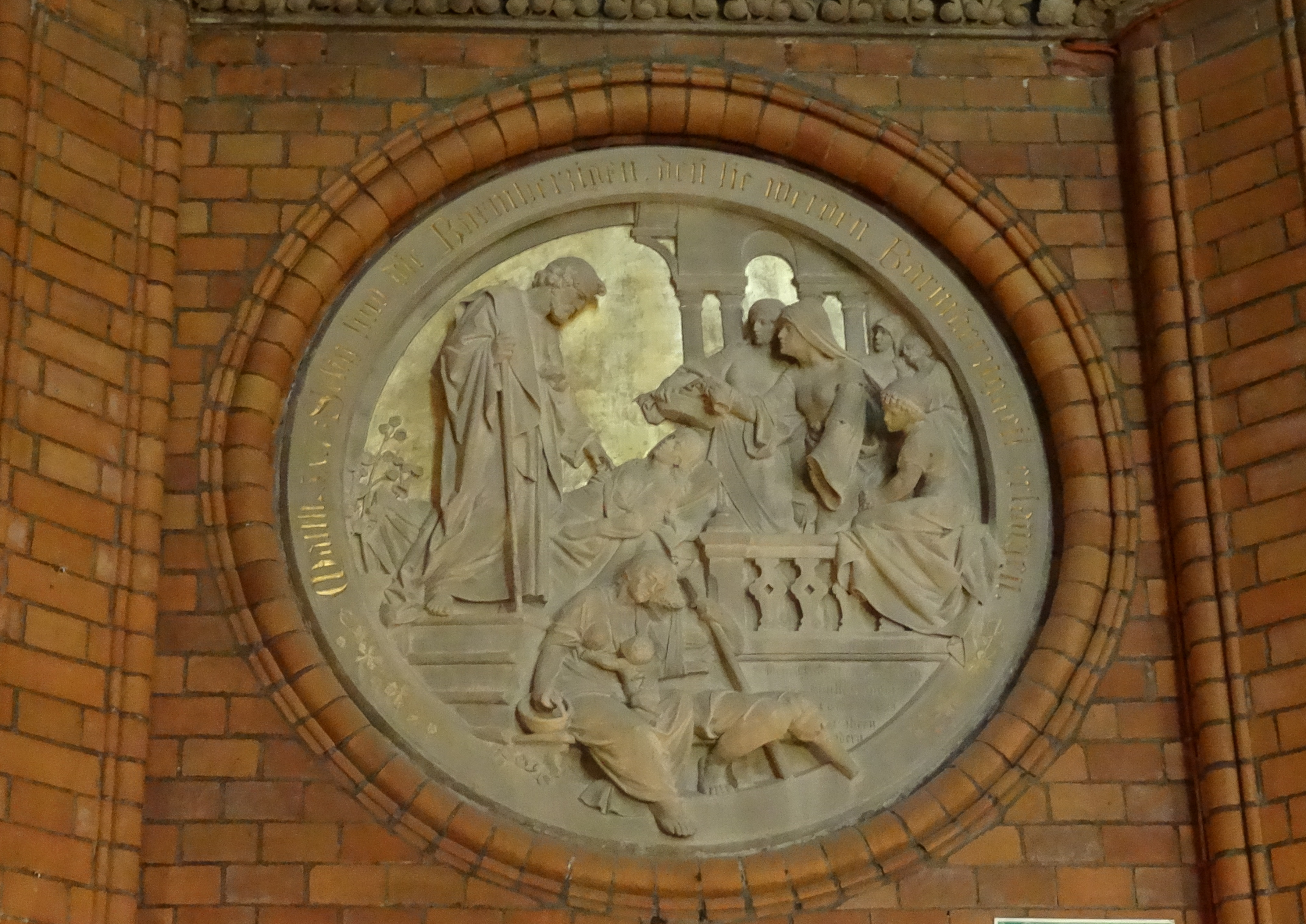
Relief von Aloys Denoth:  “Die Erweckung der Tabita durch Petrus”

### Arbeiten am Hamburger Rathaus
Staatsaufträge bekam er für das gesamte bauplastische Bildprogramm des Naturhistorischen Museums Hamburg (1889/90 – im Zweiten Weltkrieg zerstört), 1888 anlässlich des Zollanschlusses Hamburgs die „Germania“ und die „Hammonia“ (beide im Zweiten Weltkrieg zerstört) an der Brooksbrücke zur Speicherstadt, und von der Rathausbaukommission die Gestaltung von 32 Skulpturen des Schmucks an der Fassade des Hamburger Rathauses:
- Phoenix-Figur
- die Giebelbekrönungen der Fenster des Hauptgeschosses
- Statue Kaiser Franz II
- Statue der hl. Katharina.

Der Phoenix am Turmschaft des Hamburger Rathauses:

Genau 50 Jahre nach dem Großen Brand 1842 wurde am 6. Mai 1892 das Richtfest für das „neue Rathaus“ gefeiert. Im feierlichen Geleit war die blumenbekränzte Figur des Phoenix von vier Rappen zum Rathaus gezogen worden. Die Parole „RESURGAM“ – „Ich stehe wieder auf“ sollte Wirklichkeit werden.
Den Richtspruch des Malers Arthur Fitger sprach ein Steinmetzpolier:

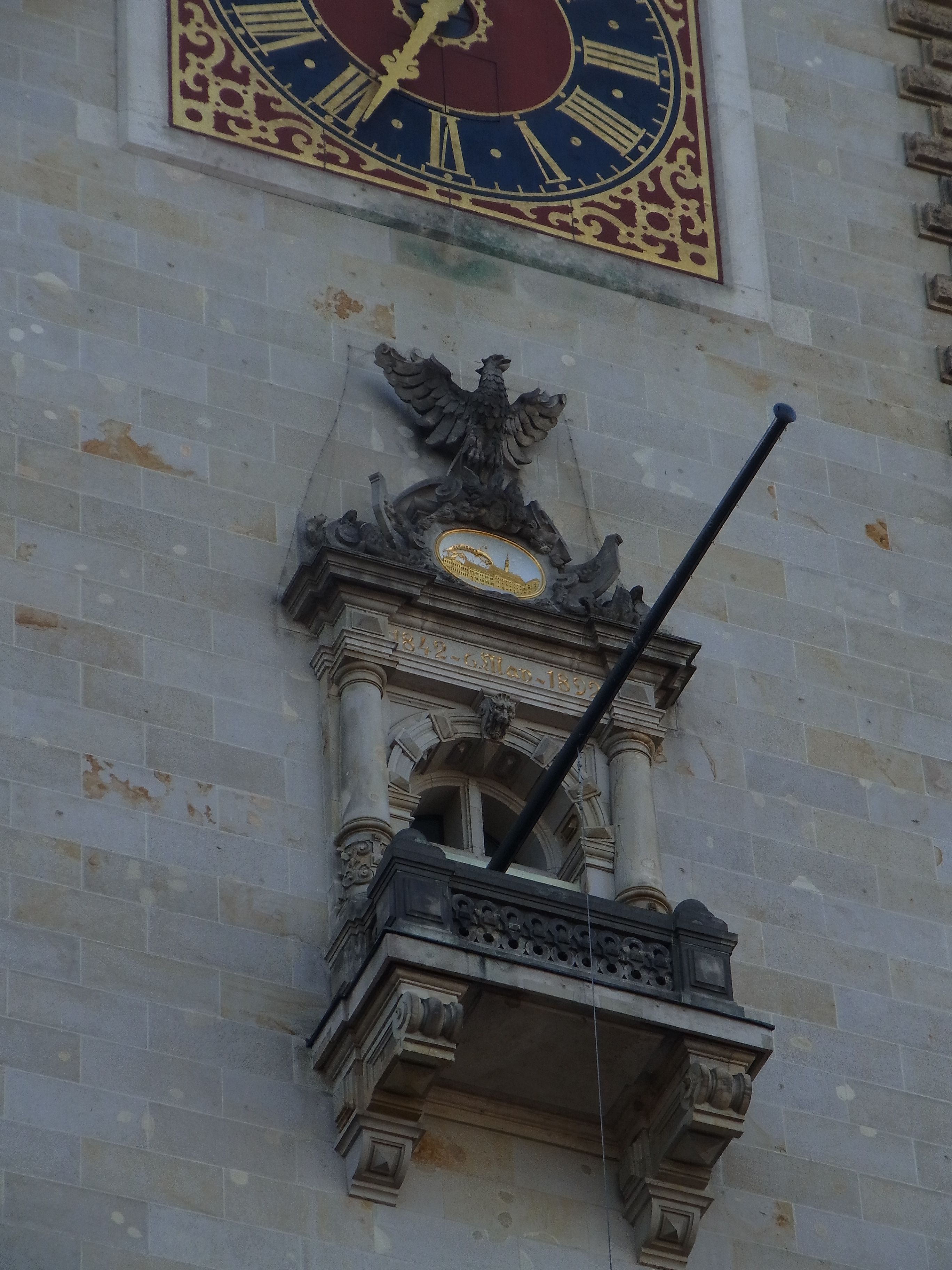
Die Phönixlaube

Ist nur ein lustiges Leben zu schauen,
Ist es das Leben zu Schaffen und Baun.
Böte mir einer auch eine Million,
Tauschte ich nimmer und lachte ihm Hohn.
Zirkel und Schiene und Winkel und Blei
Gehn durch die Hände gar fröhlich und frei.
Hände sie zeichnen und Schädel er heckt;
Leicht auf dem Brett entspringt das Projekt:
Stehe fest oben auf schwankem Gerüst,
Wo uns der Morgenwind herzt und küßt.
Maurer er mauert und Zimmermann beilt,
Steinmetz er meißelt und Schlosser er feitl.
Quadern des Turmes sie wachsen empor,
Zeiget gen Himmel in aller Not.
Lieblich am Phönix das Kränzlein schwebt.
Was wir schaffen, es steht und lebt.
(siehe H.J. Brandt Das Hamburger Rathaus – Broschek-Verlag Hamburg, 1957 S. 122)

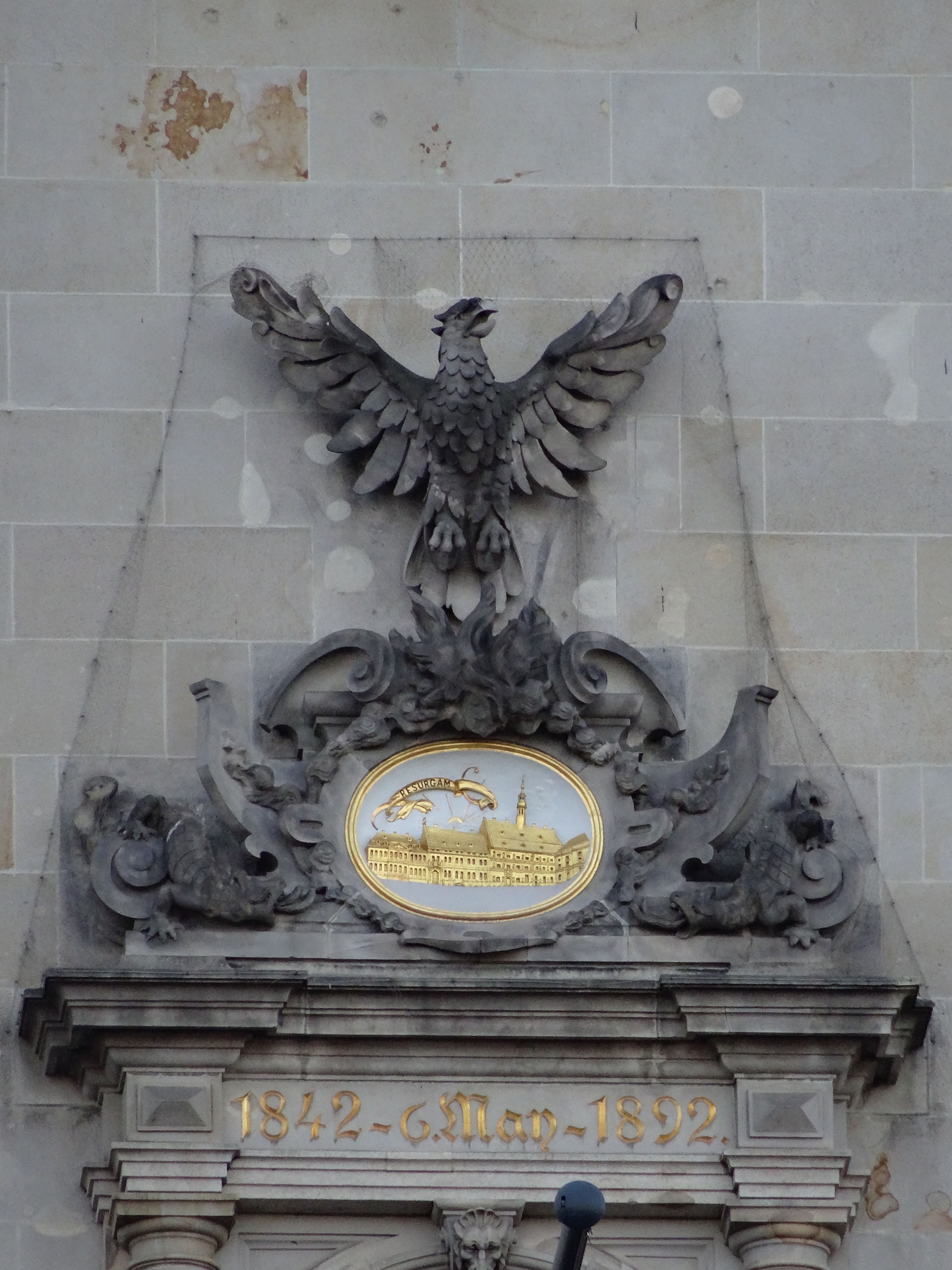
Der Phönix von vorn
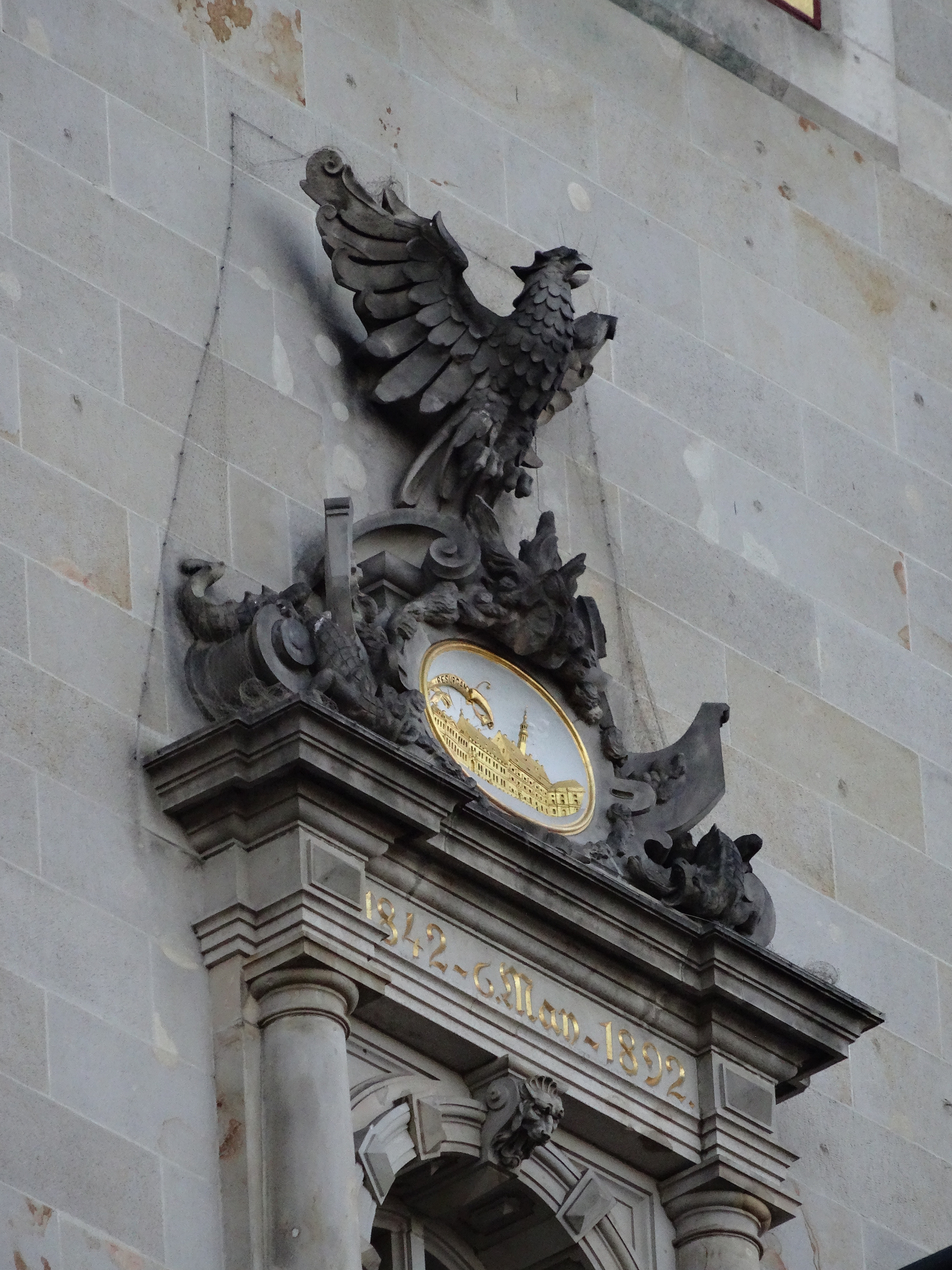
Der Phönix von unten
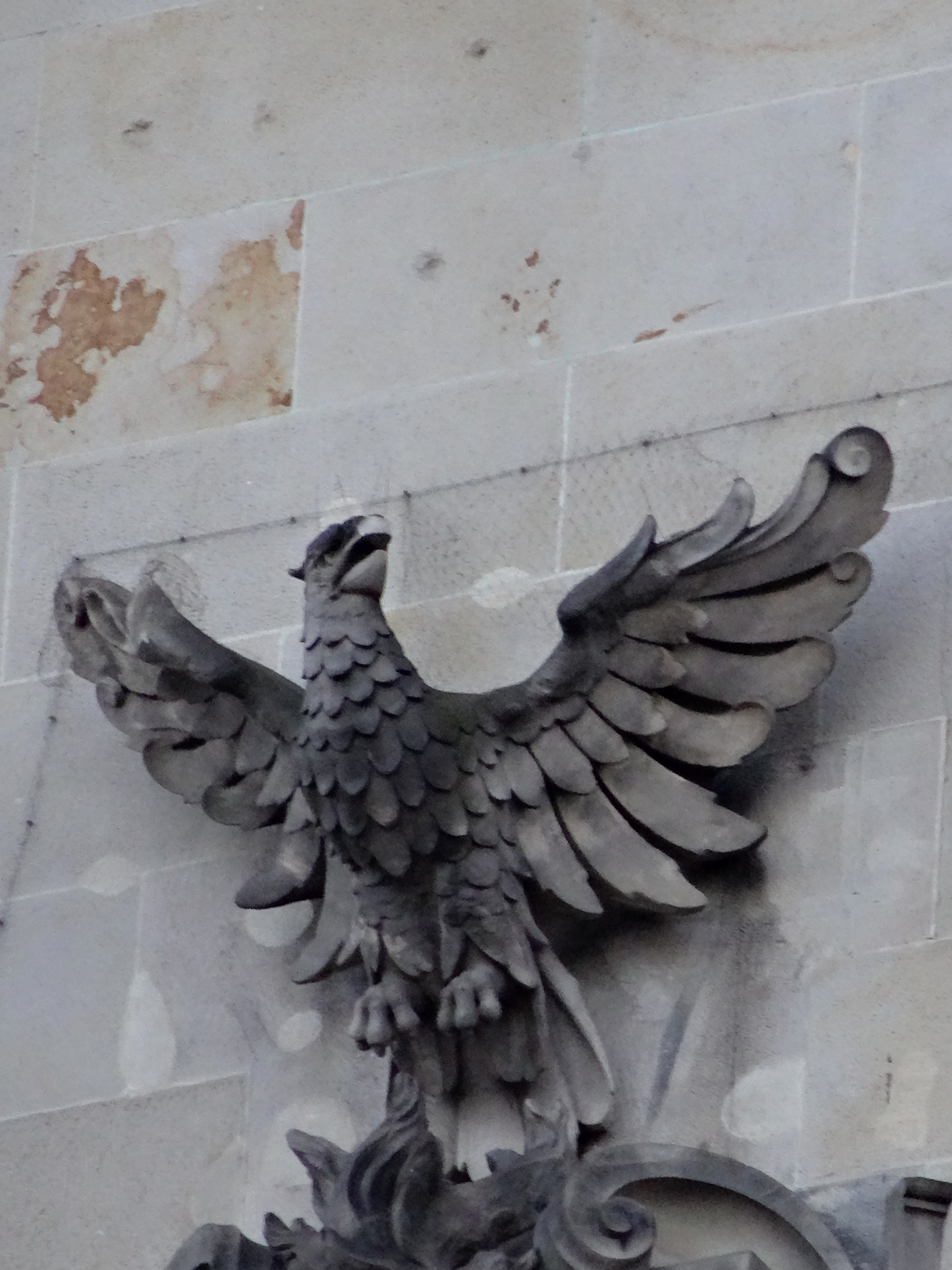
Mehr als 2 Meter Spannweite
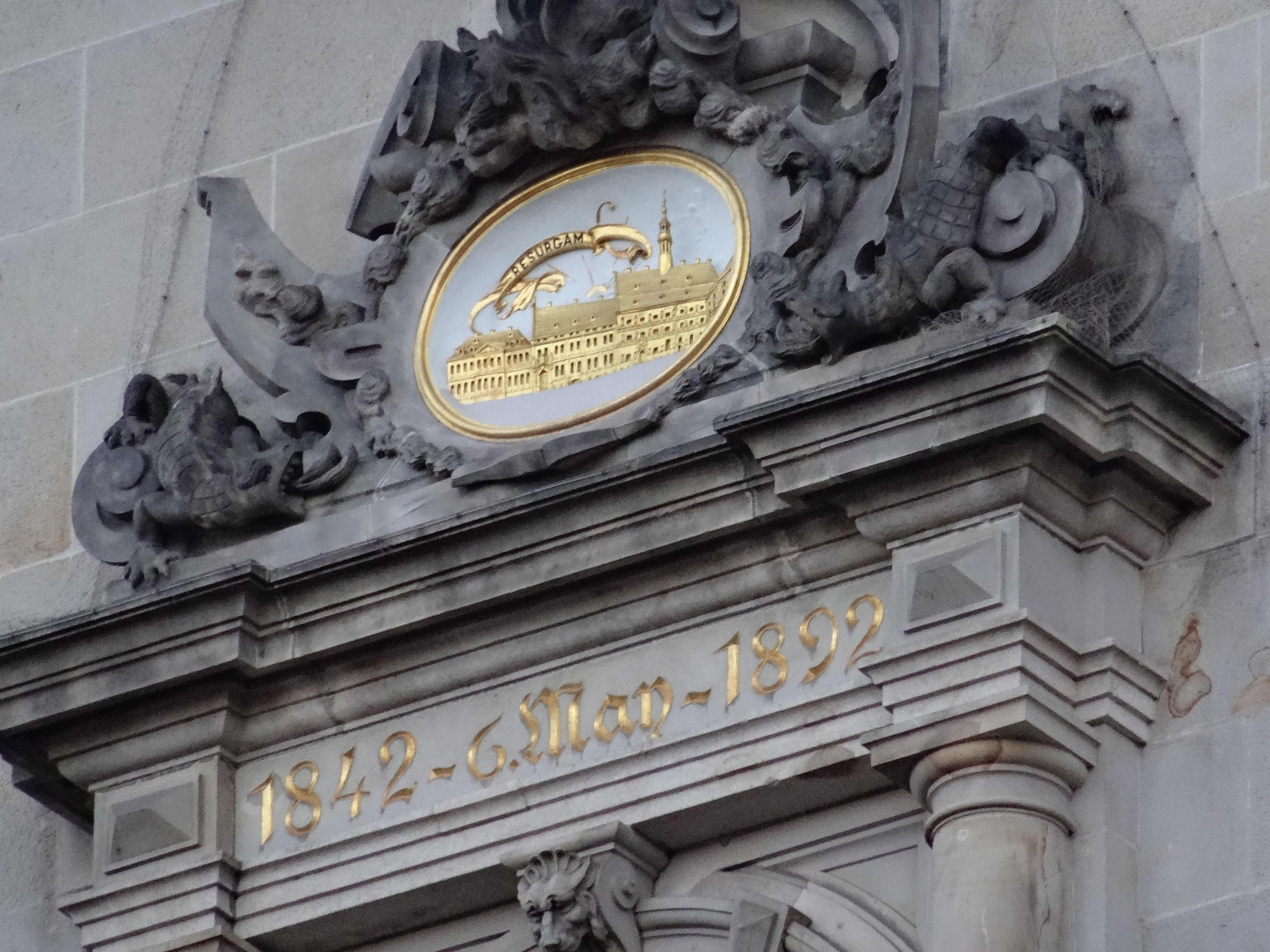
In goldenen Zahlen: 1842 – 6. Mai 1892
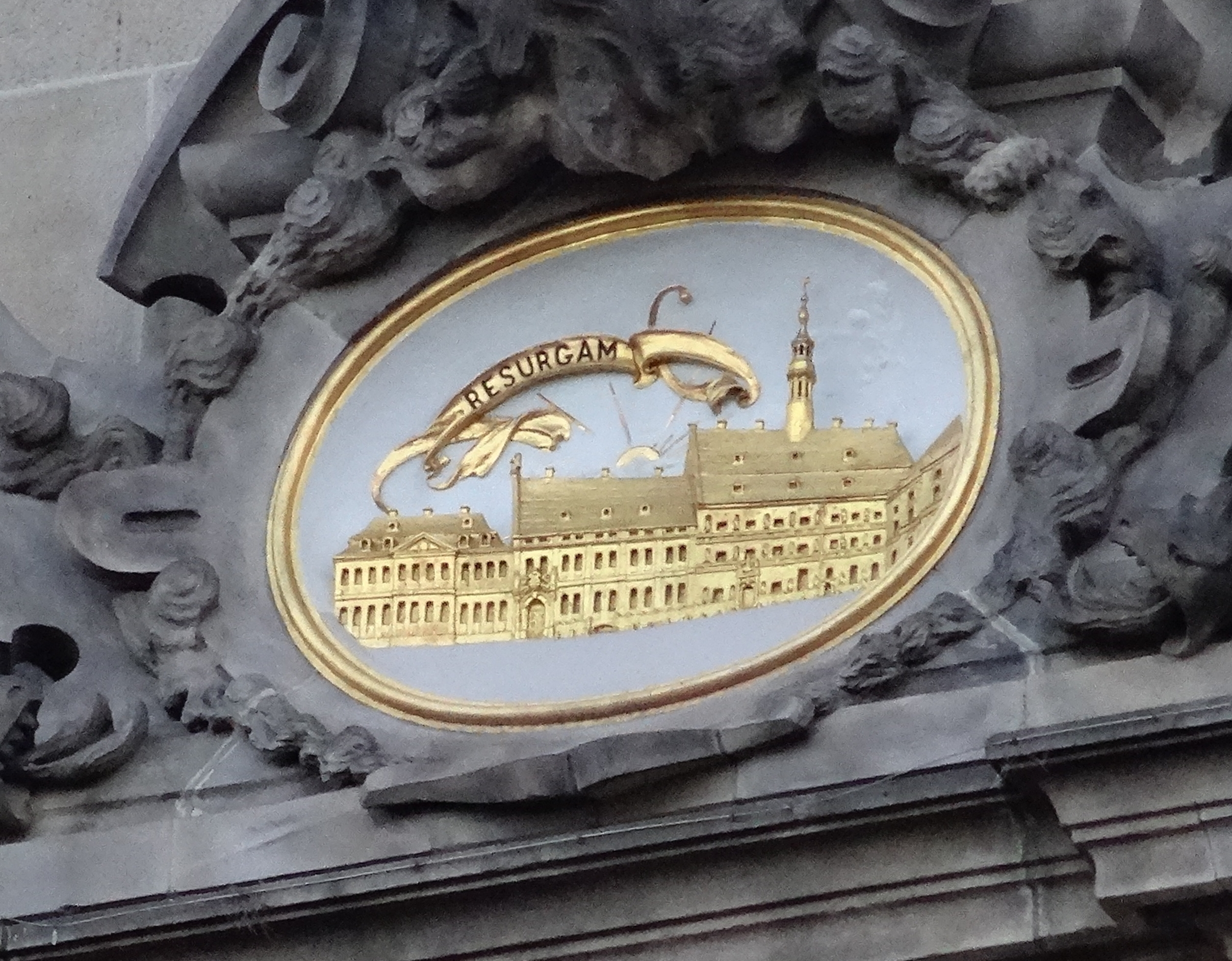
„RESURGAM“ – „Ich stehe wieder auf“
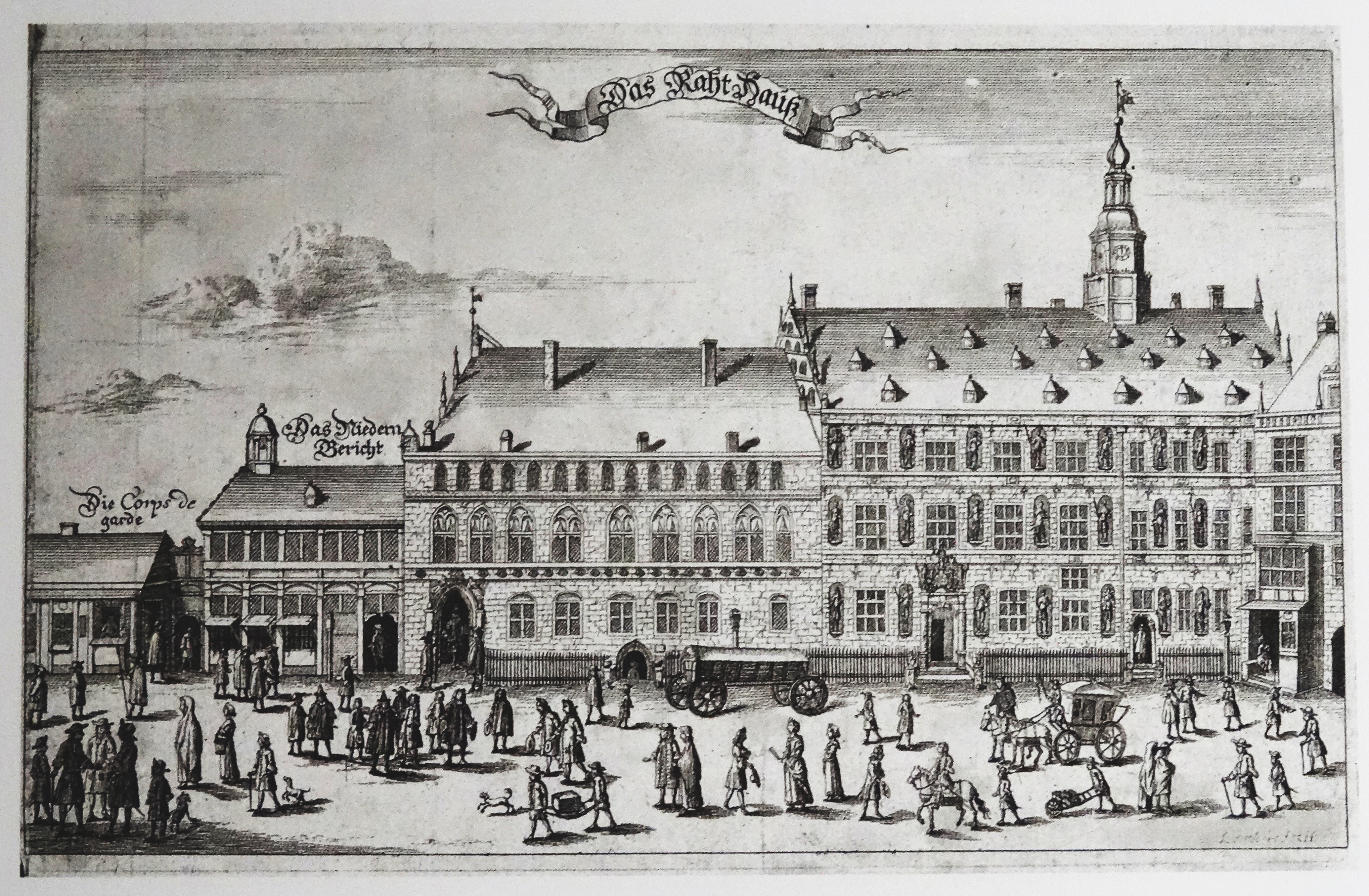
Das alte Rathaus (Stich von 1700)

Die Giebelbekrönungen der Fenster des Hauptgeschosses des Rathauses:

Voraussetzung für den Auftrag der Charakterbüsten der „bürgerlichen Berufe“ war die Genehmigung von Modellskizzen, die Denoth als Gipsmodelle vorlegte. Geringfügig gab es Änderungswünsche. Die steinmetzmäßige Ausführung durch eine Frankfurter Baufirma Philipp Holzmann begann 1892. Denoth erlebte die Fertigstellung nicht mehr.

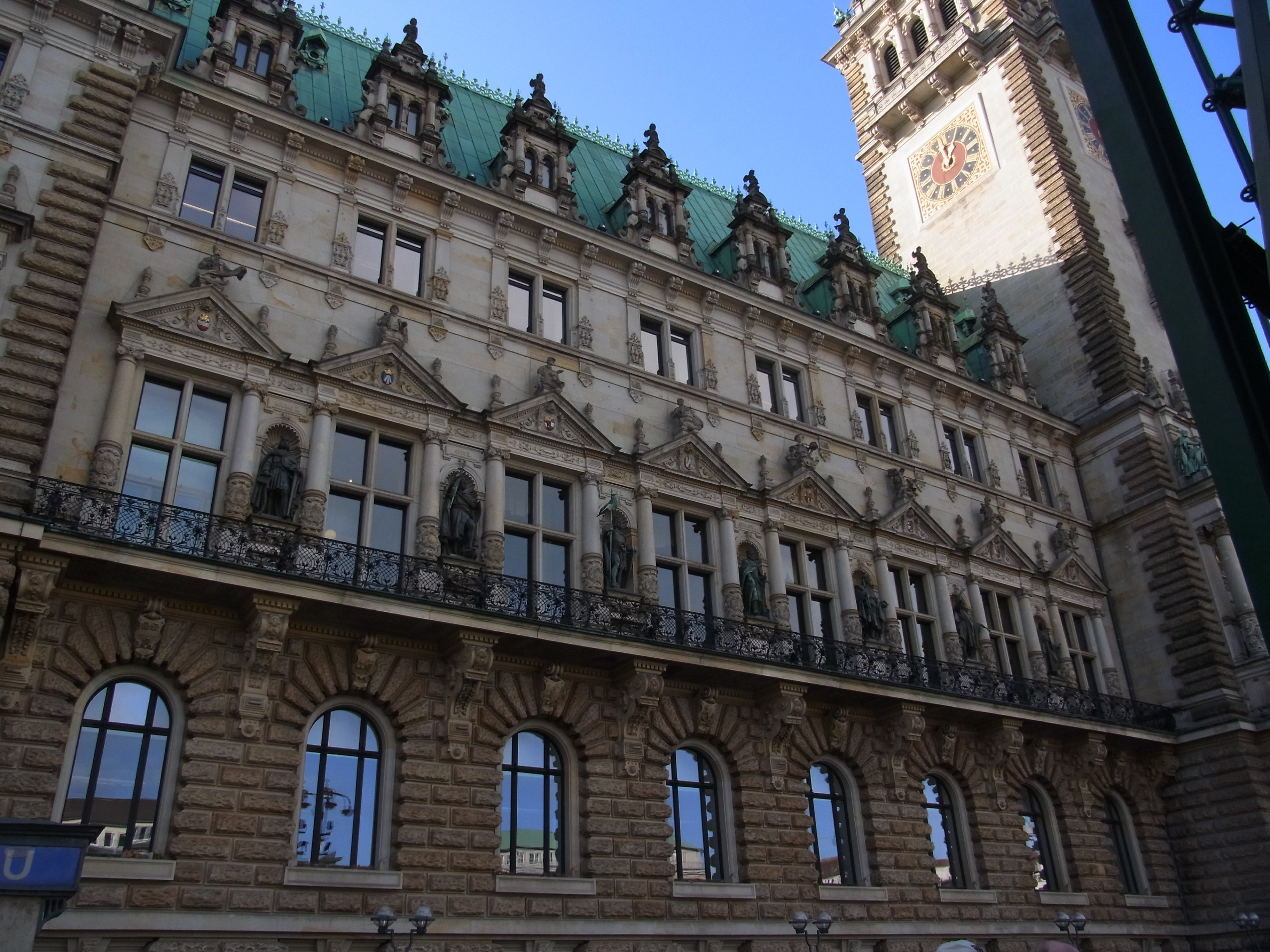
Als Bekrönung der Fenstergiebel hat Aloys Denoth 32 Figuren mit „bürgerlichen Figuren“ geschaffen. Dies ergänzt die Kaiserfiguren in den Feldern zwischen den Fenstern.

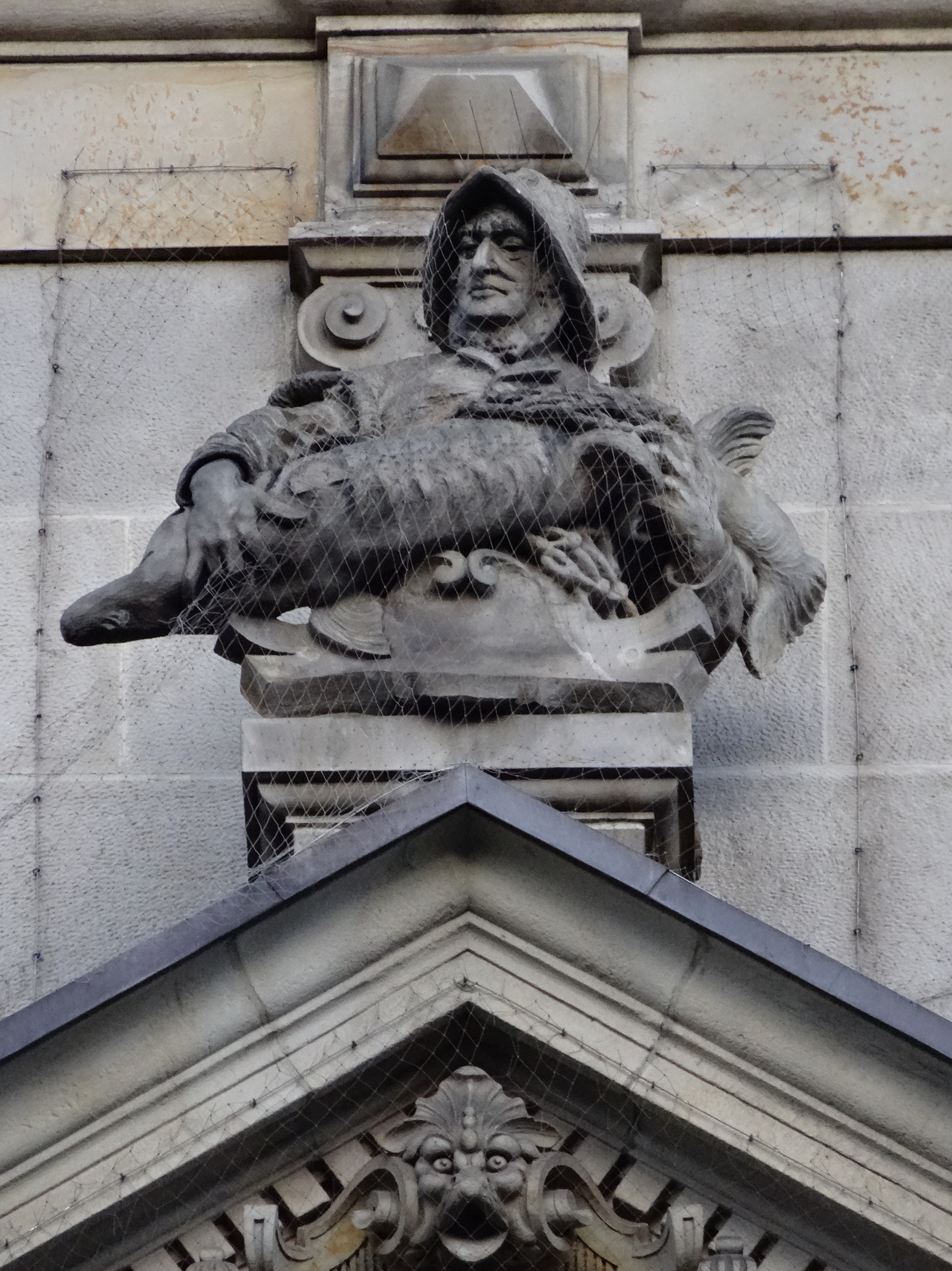
Der Fischer
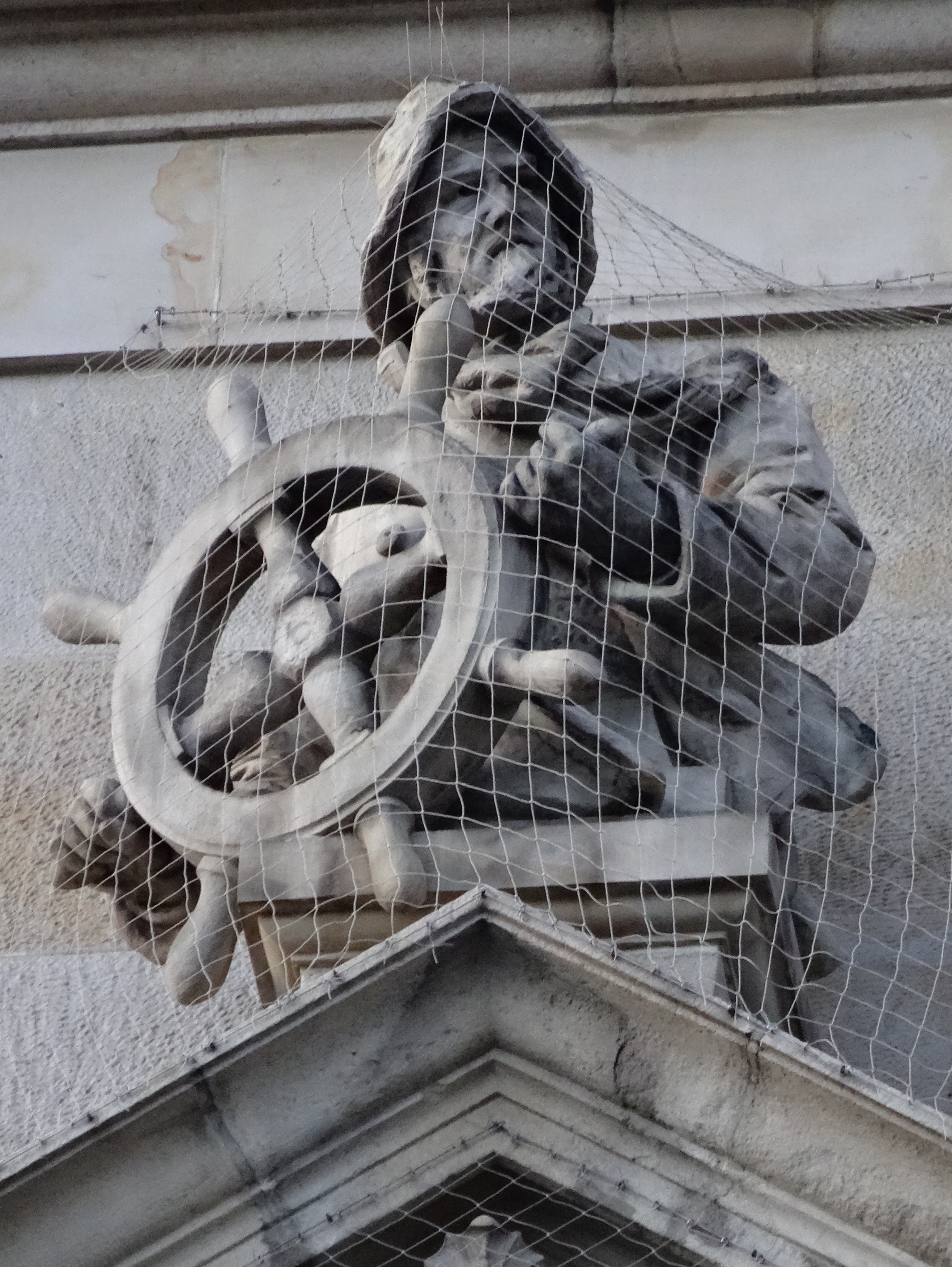
Der Schiffer
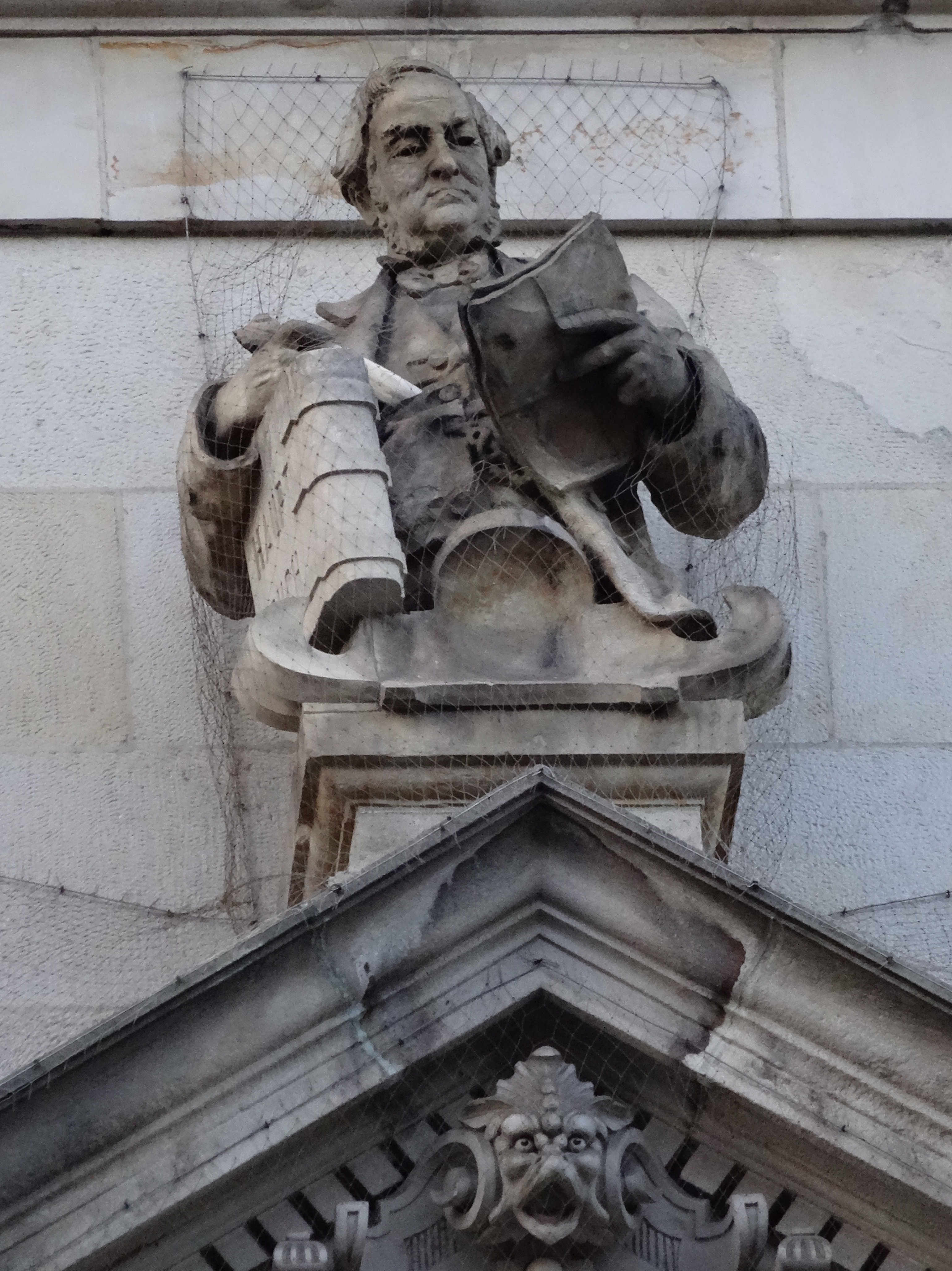
Der Kaufmann
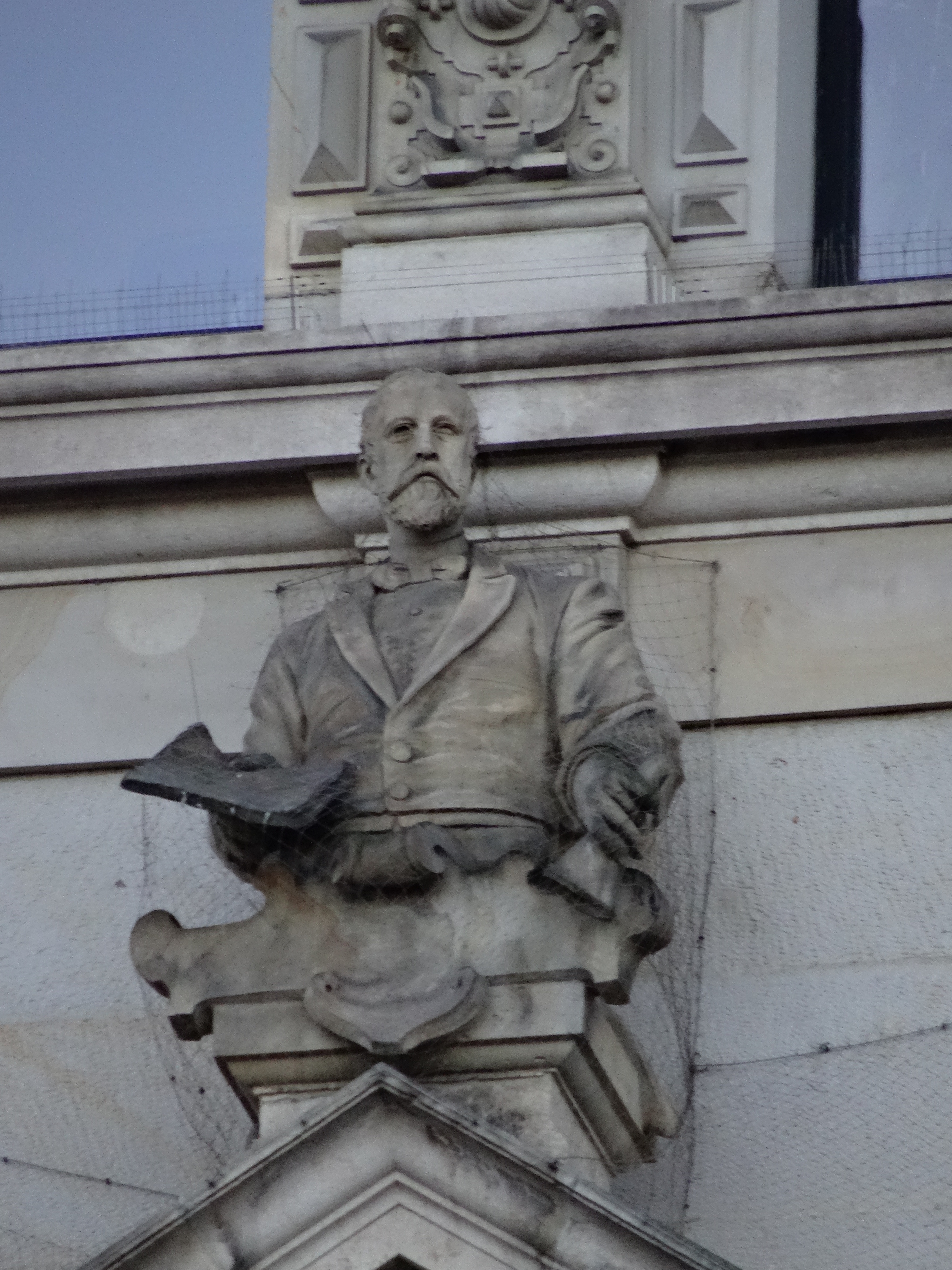
Der Bürgerschaftspräsident Johann Georg Mönckeberg
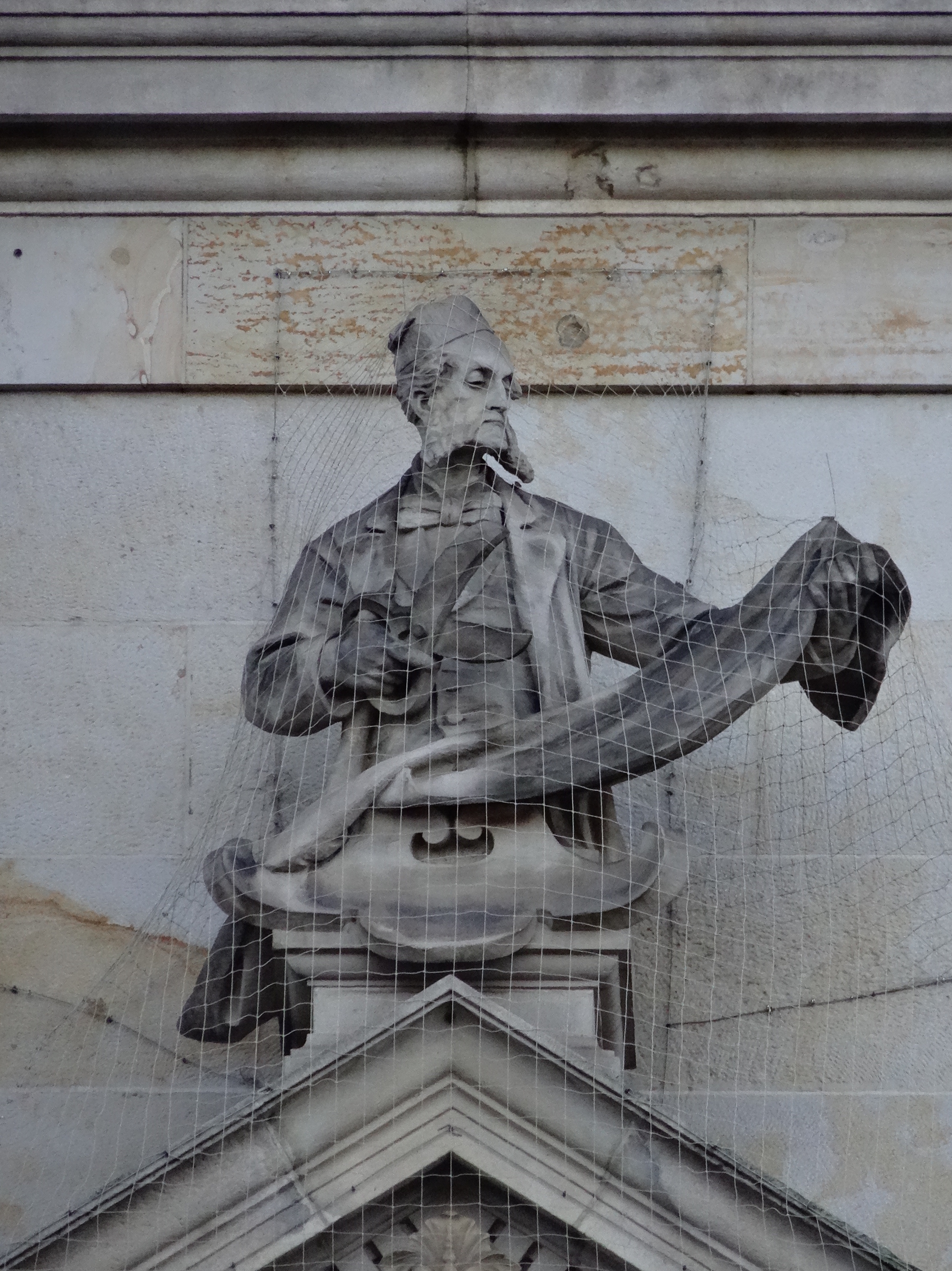
Der Schneider
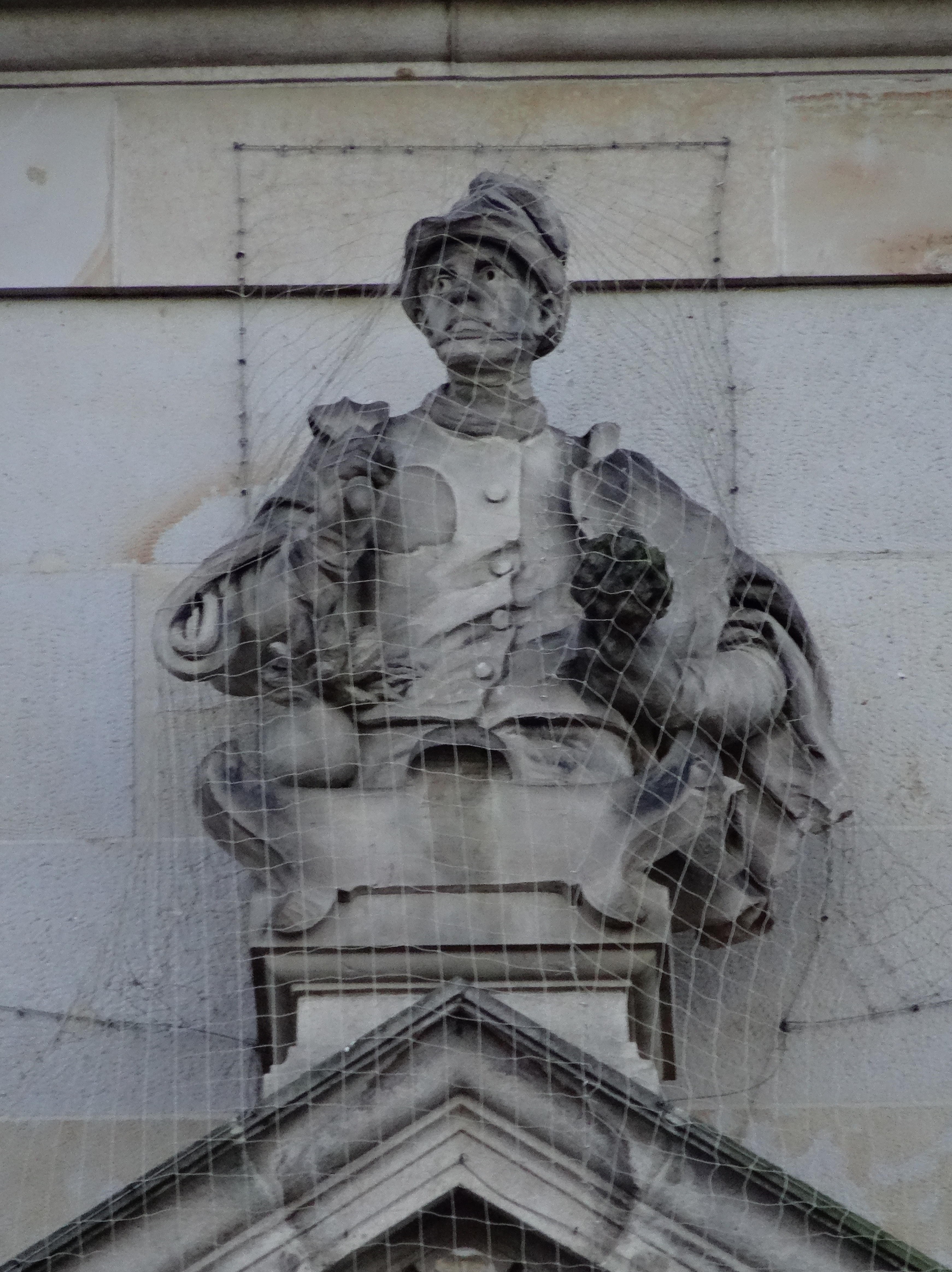
Der Schornsteinfeger
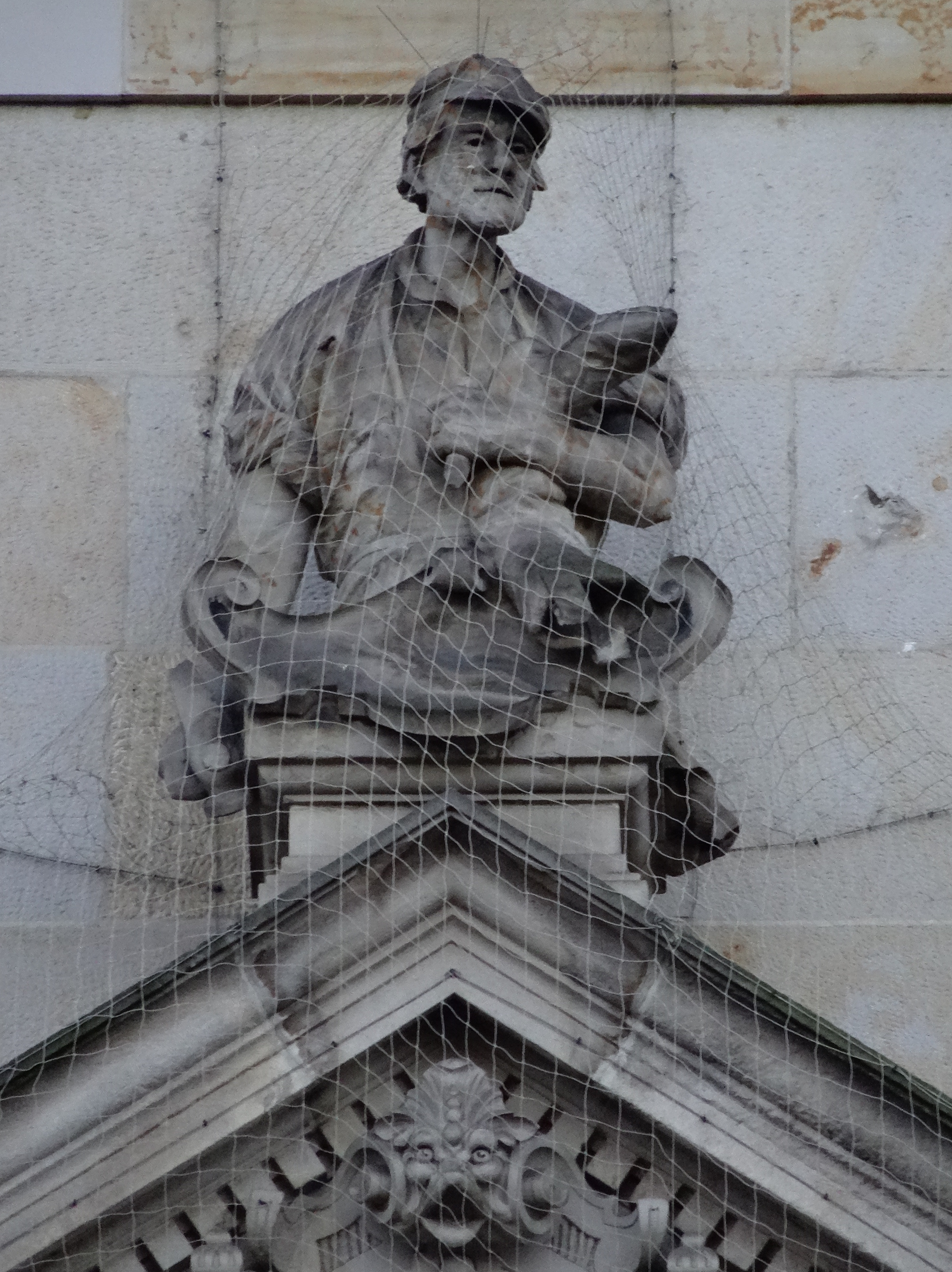
Der Schuhmacher Knieriem
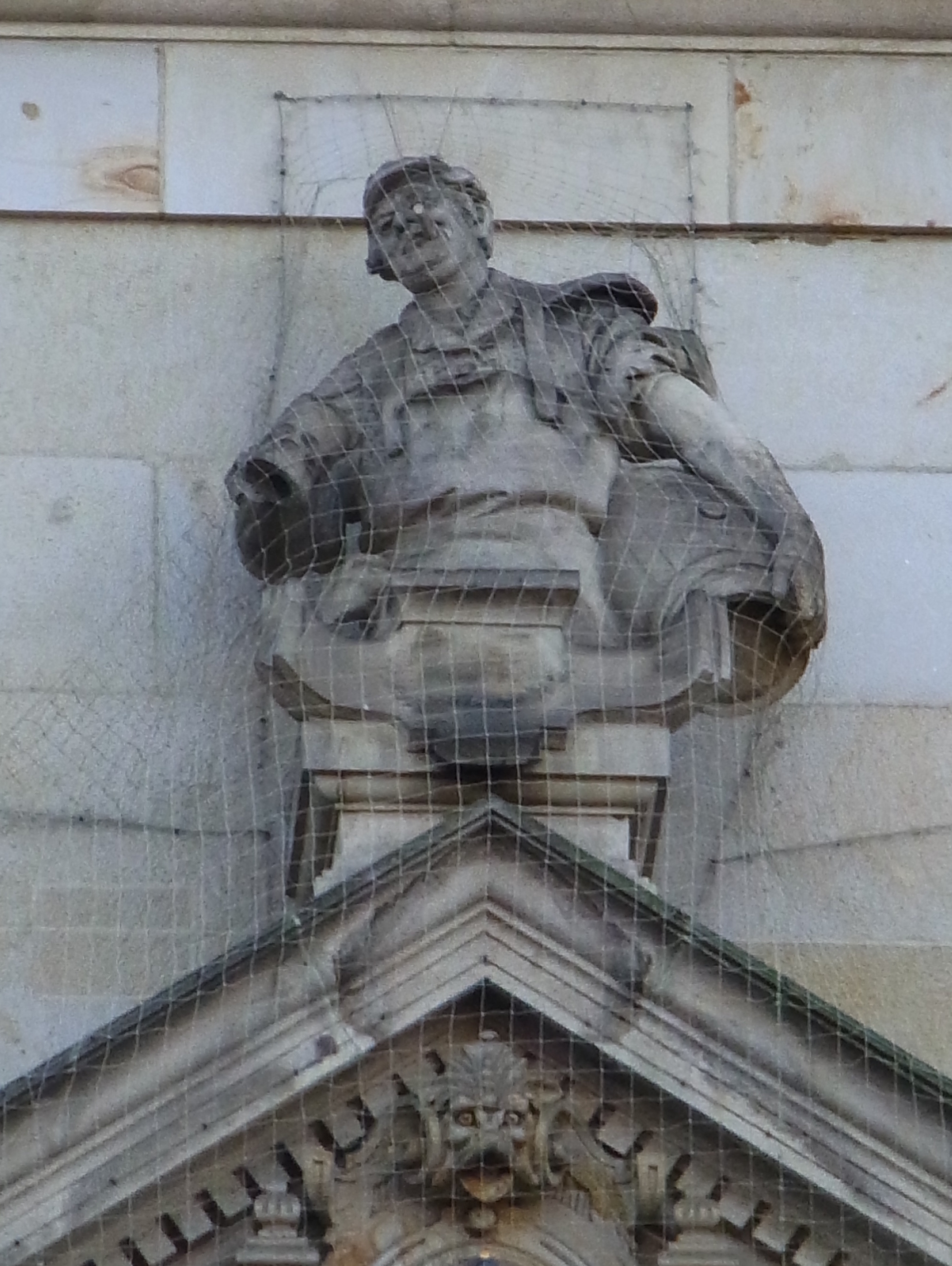
Der Bierbrauer
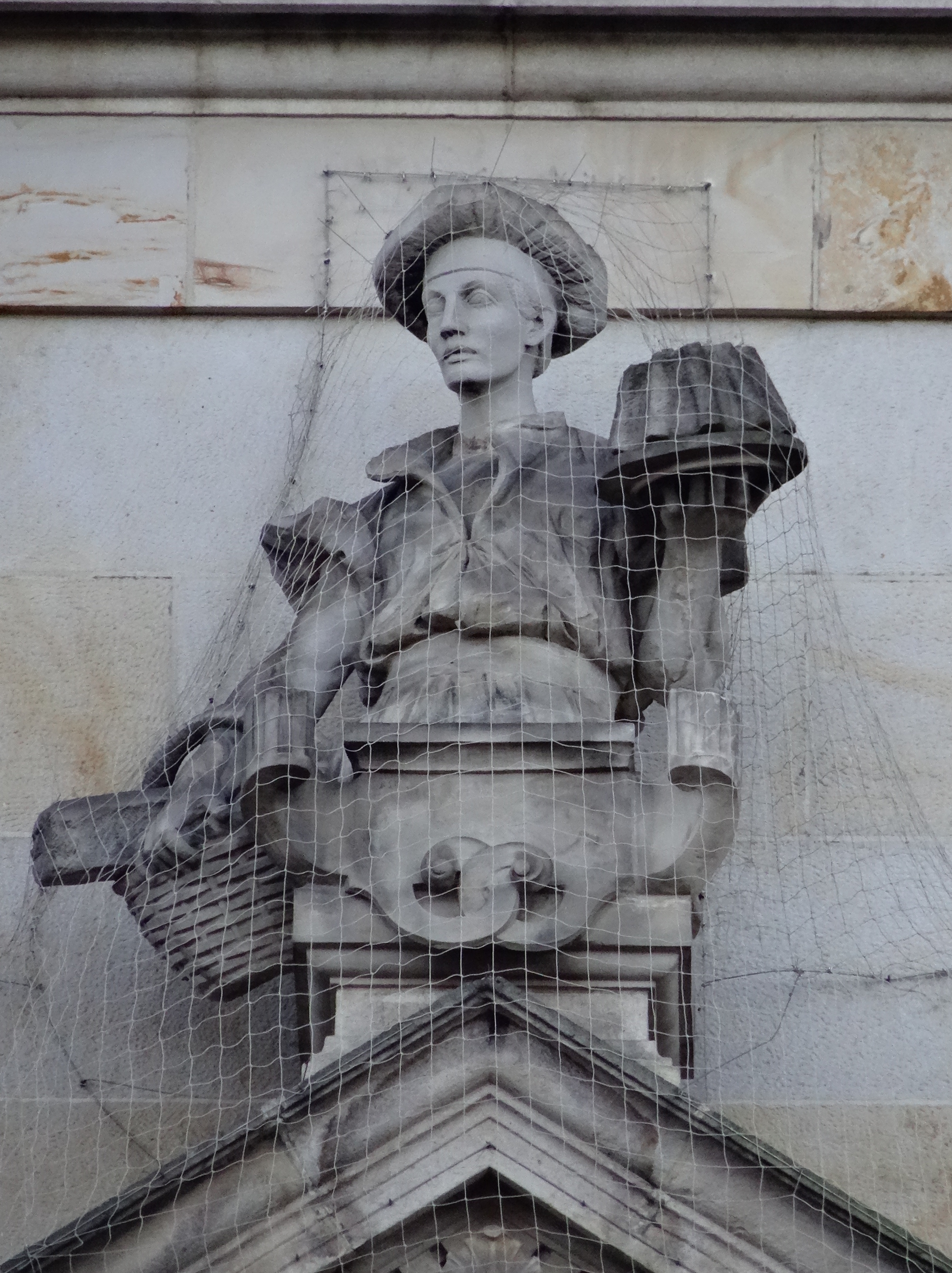
Der Bäcker
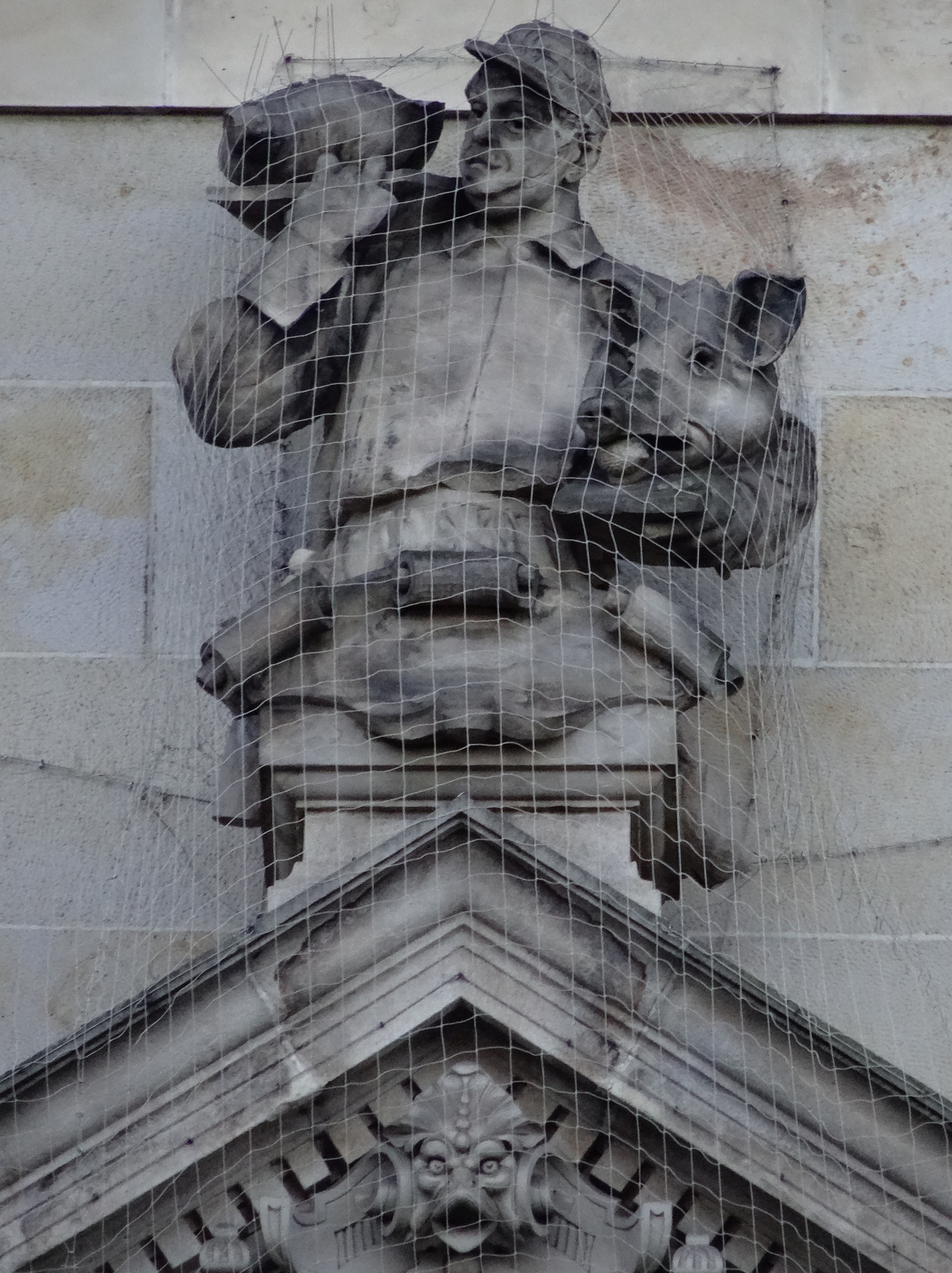
Der Schlachter
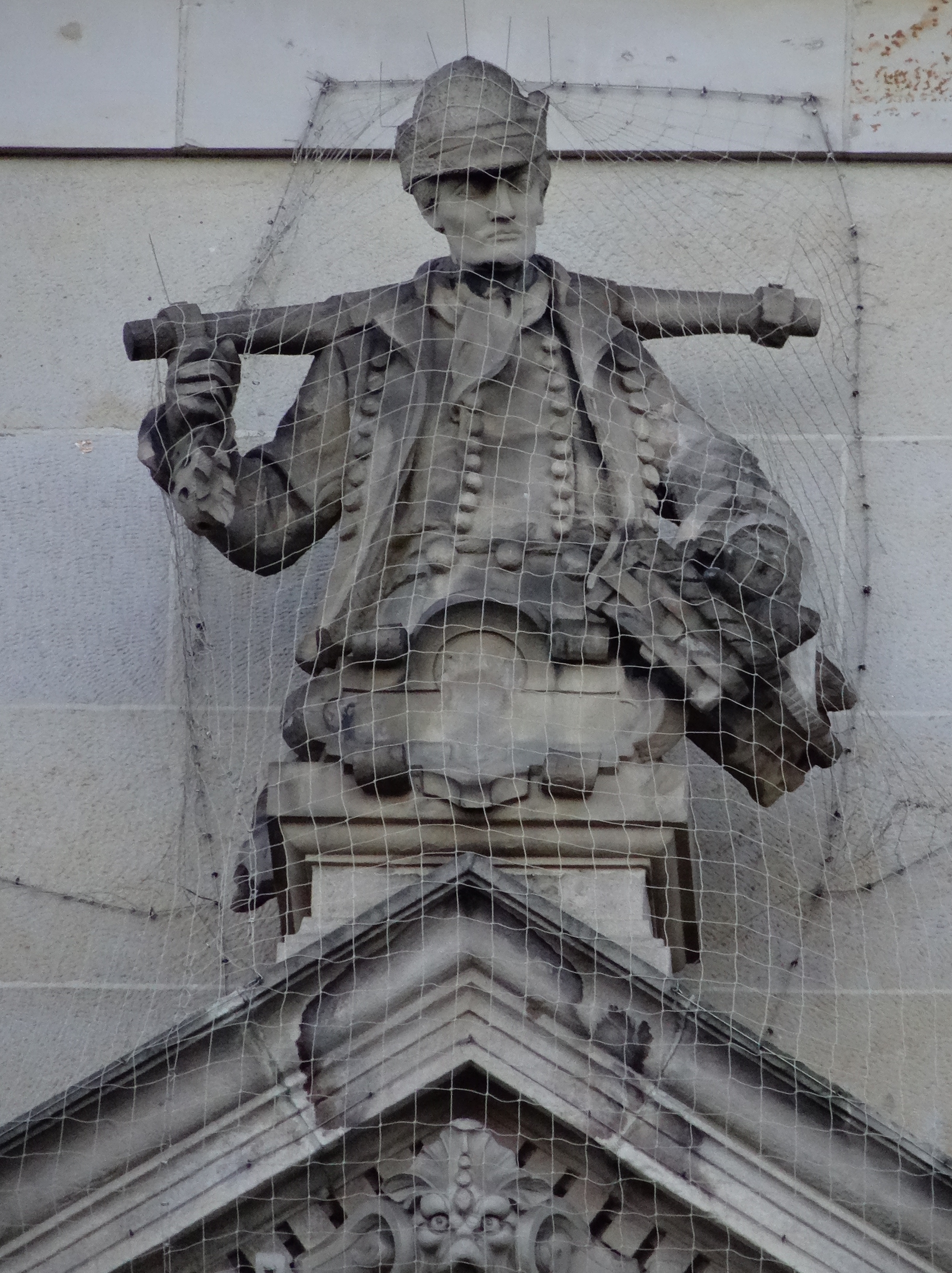
Der Bauer
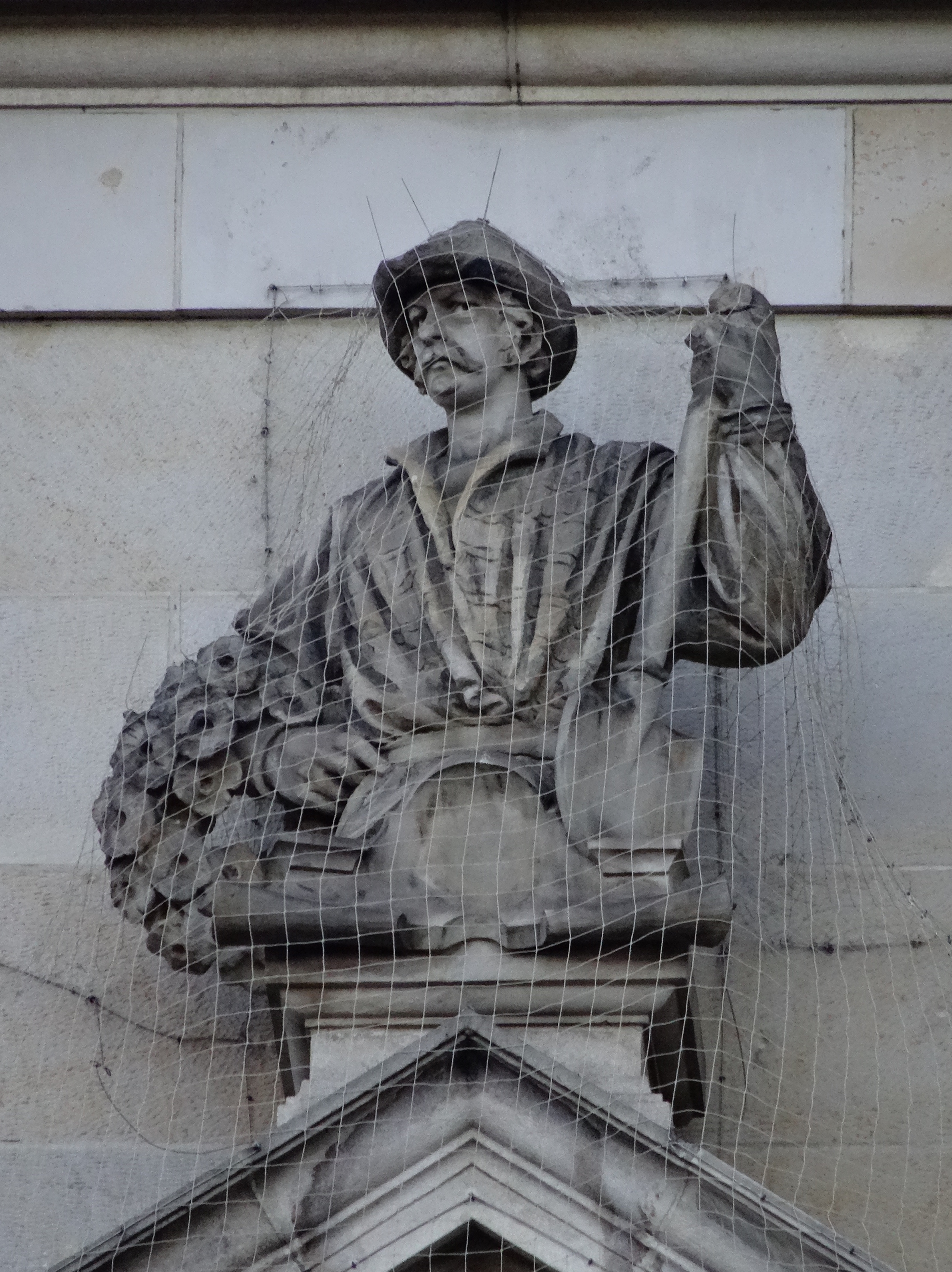
Der Gärtner
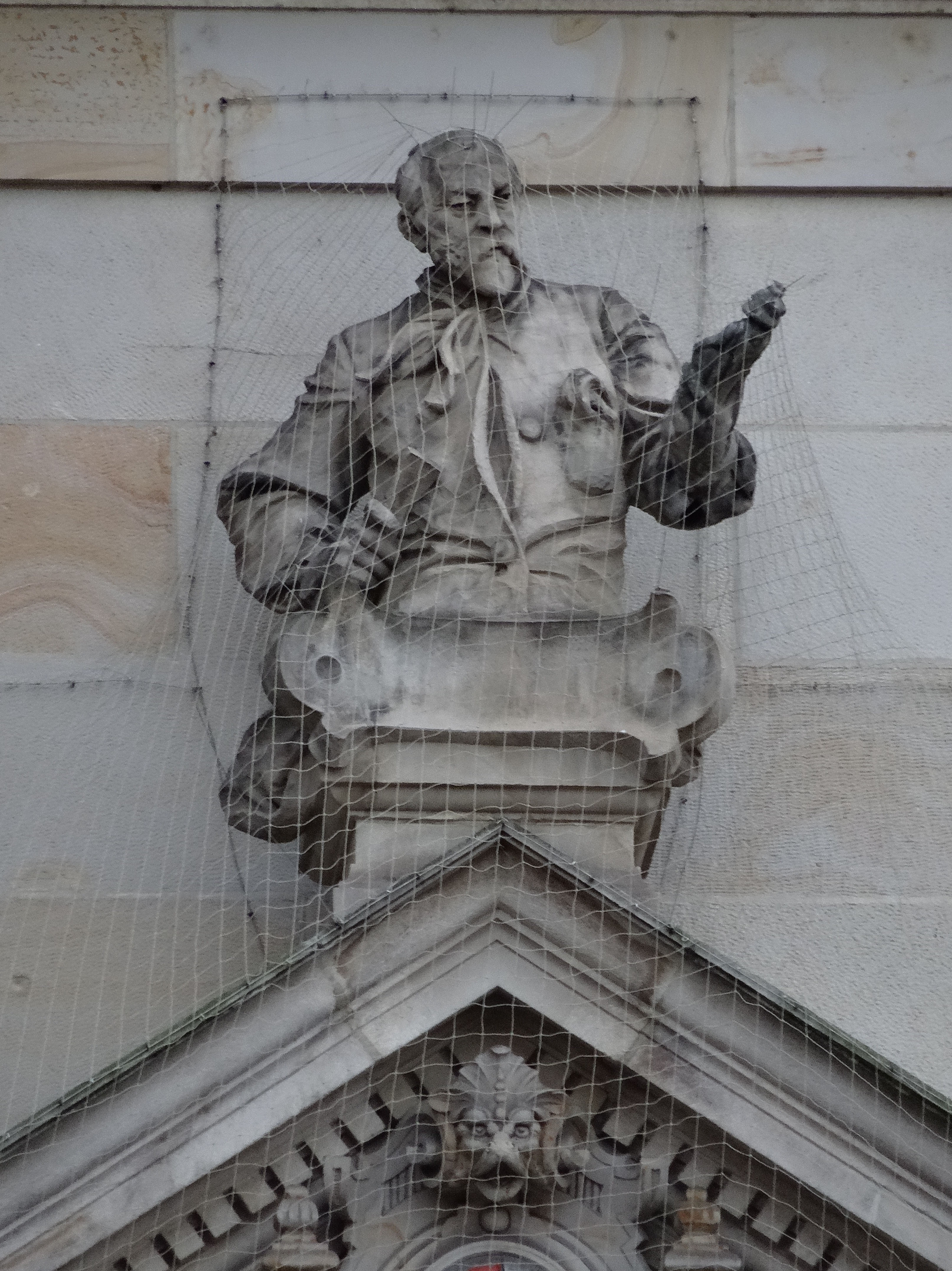
Der Bildhauer Engelbert Peiffer
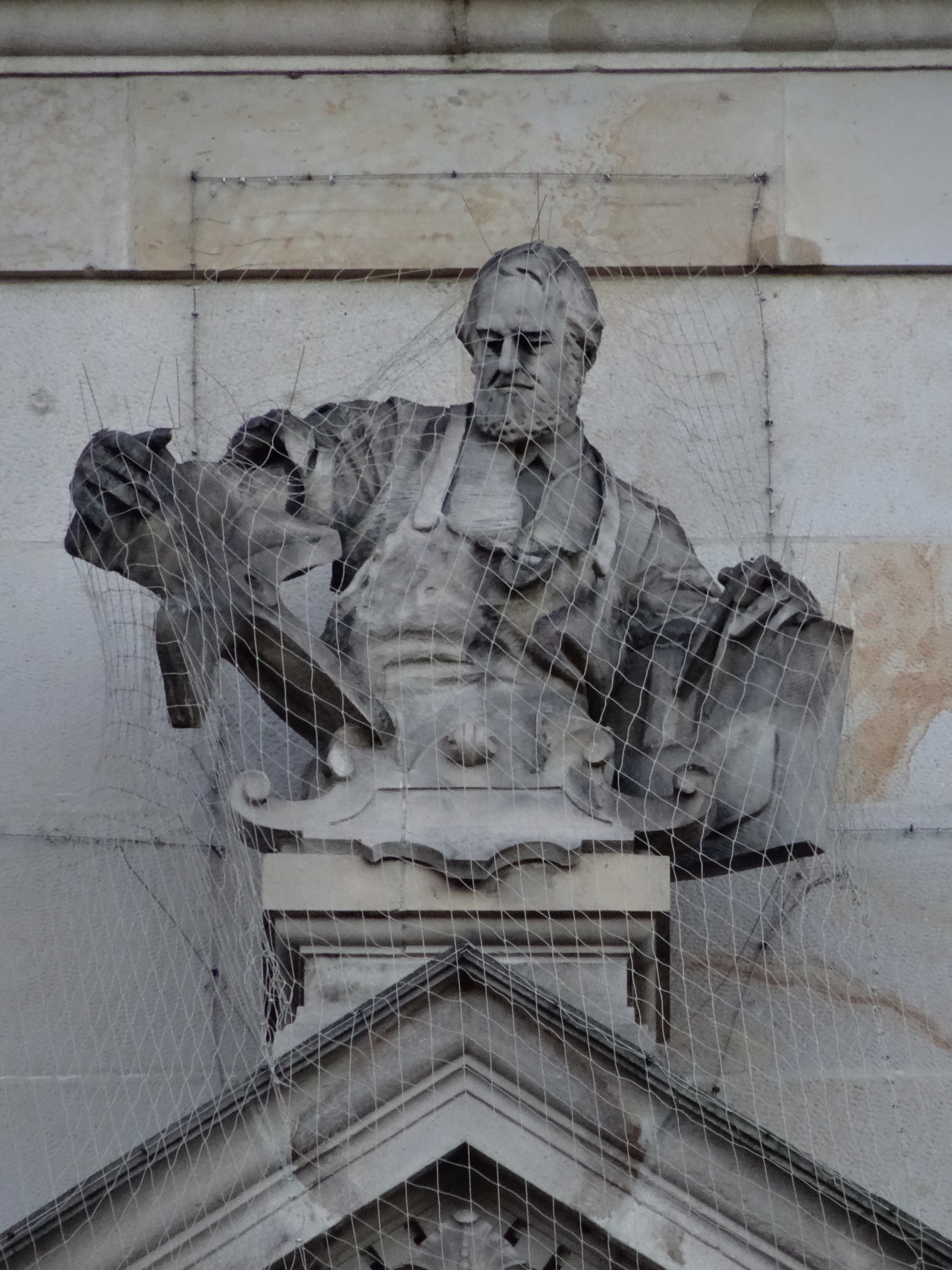
Der Schiffbauer
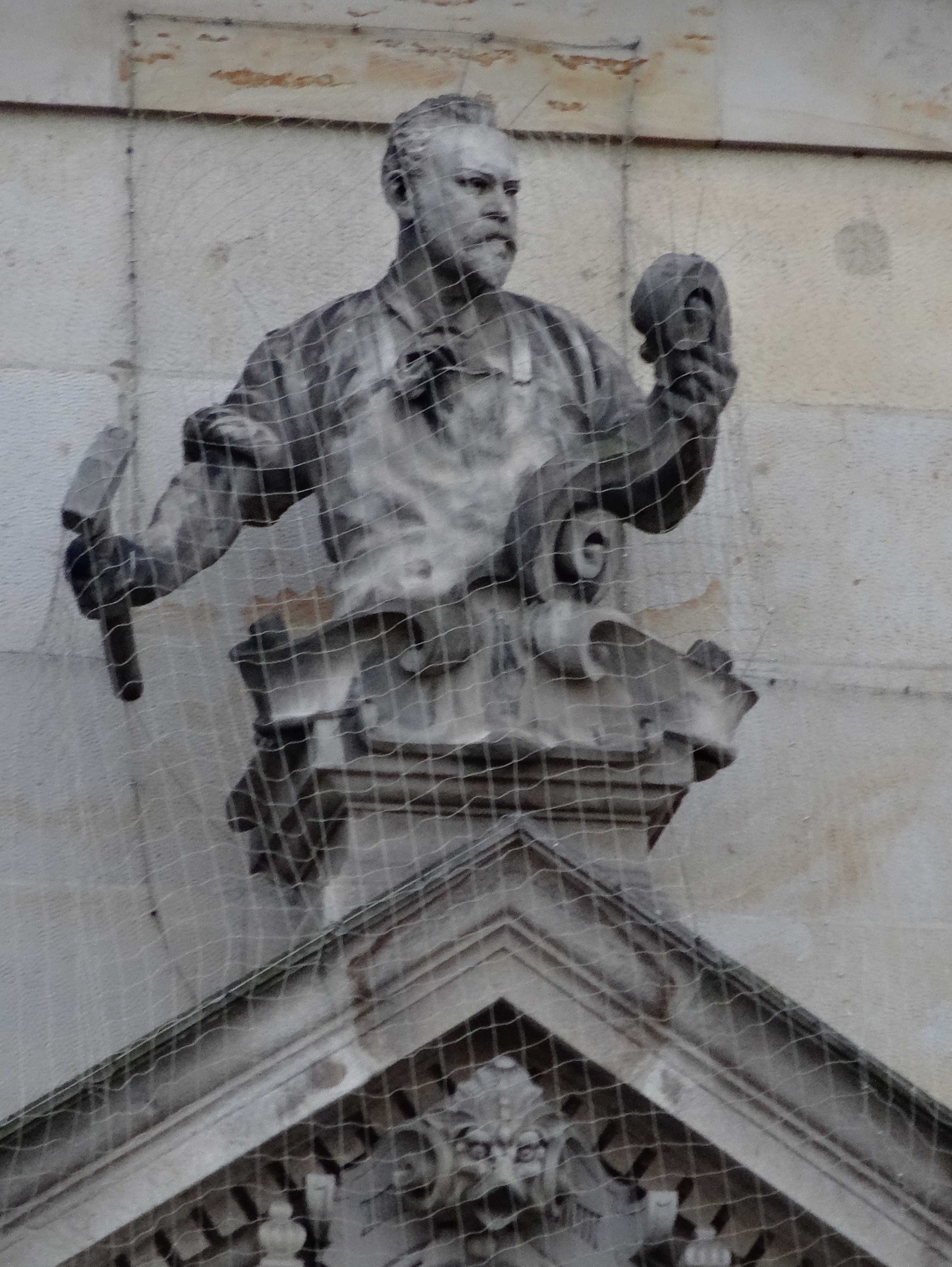
Der Schlosser
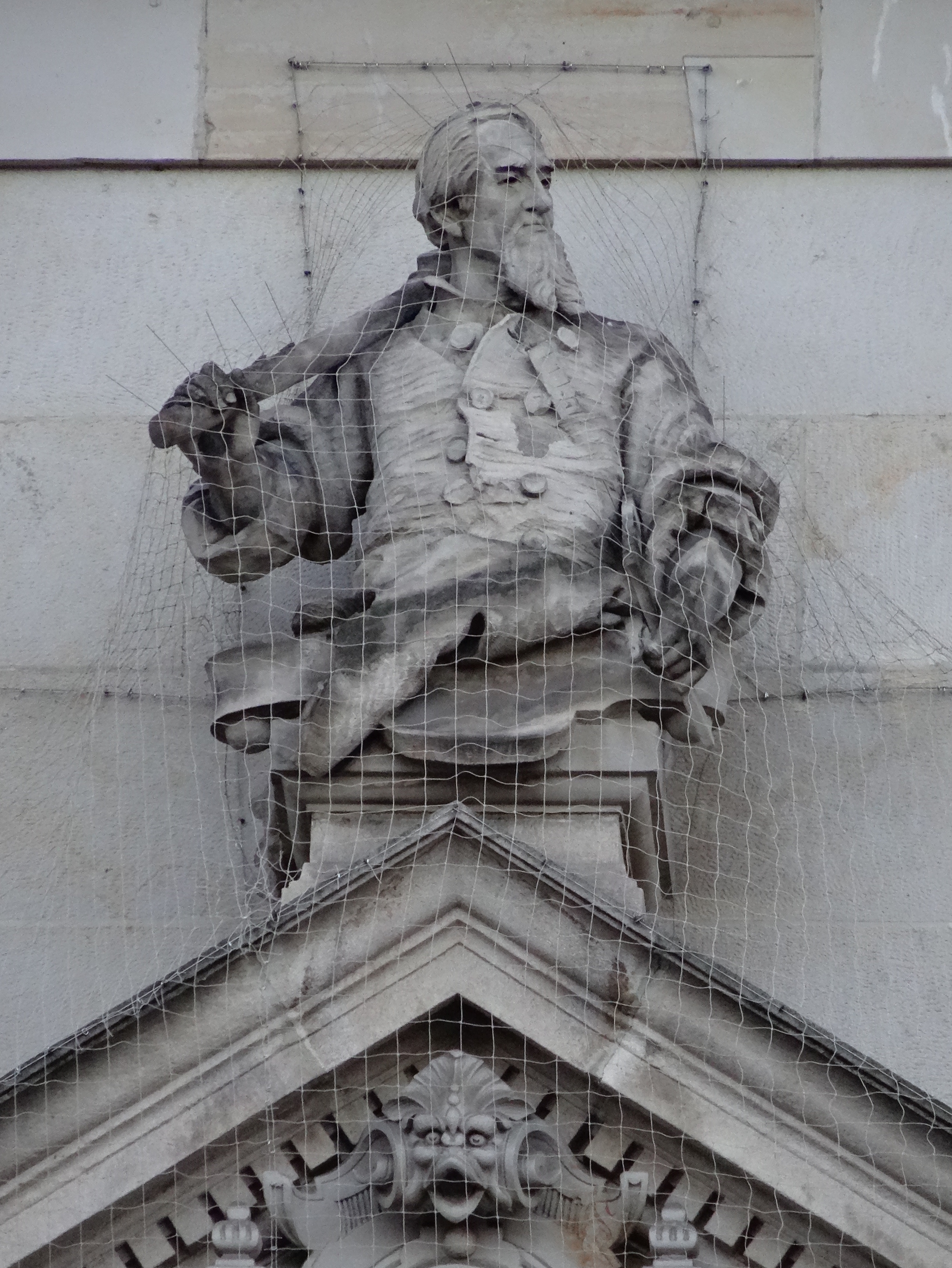
Der Zimmermann
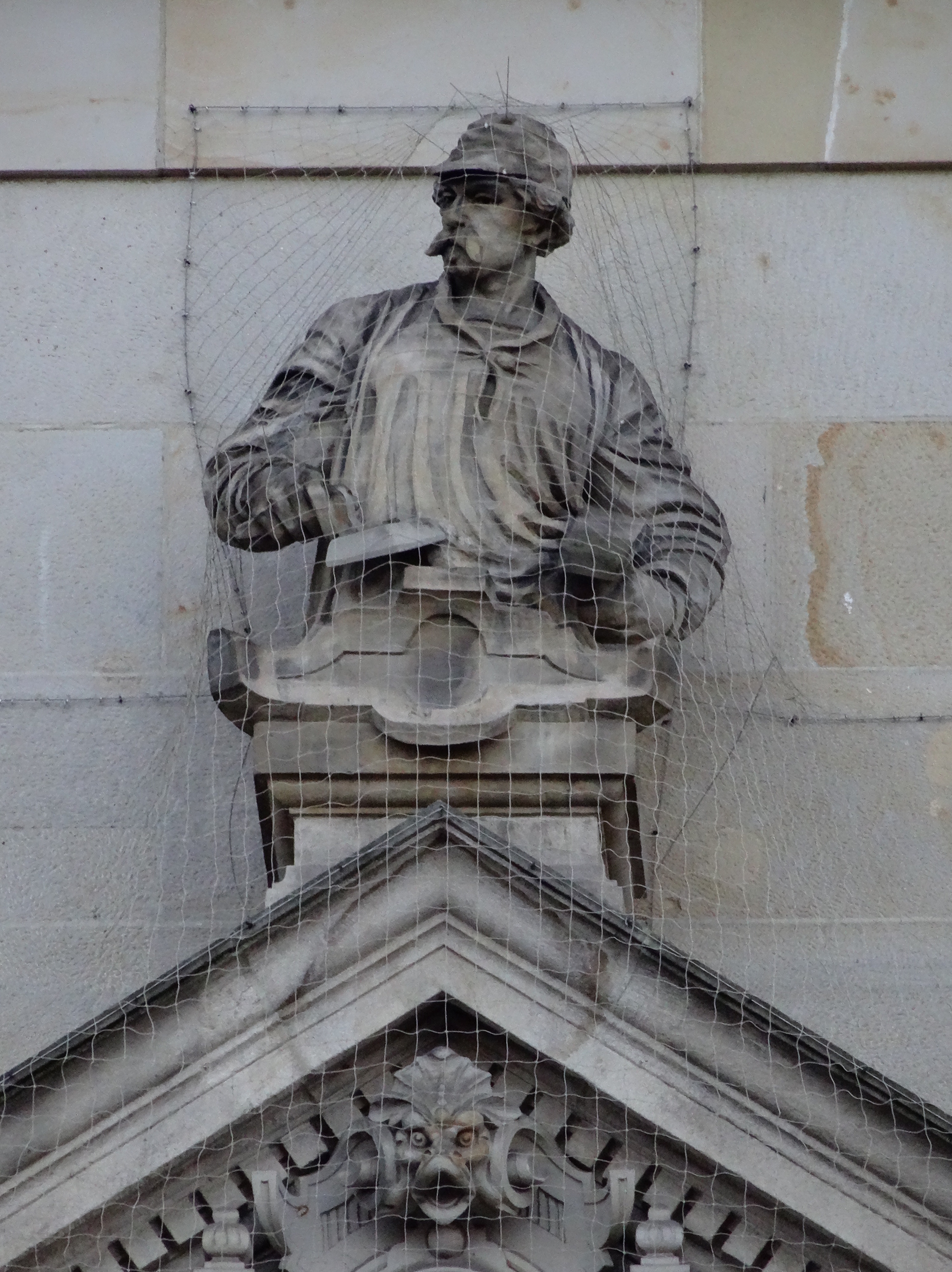
Der Maurer
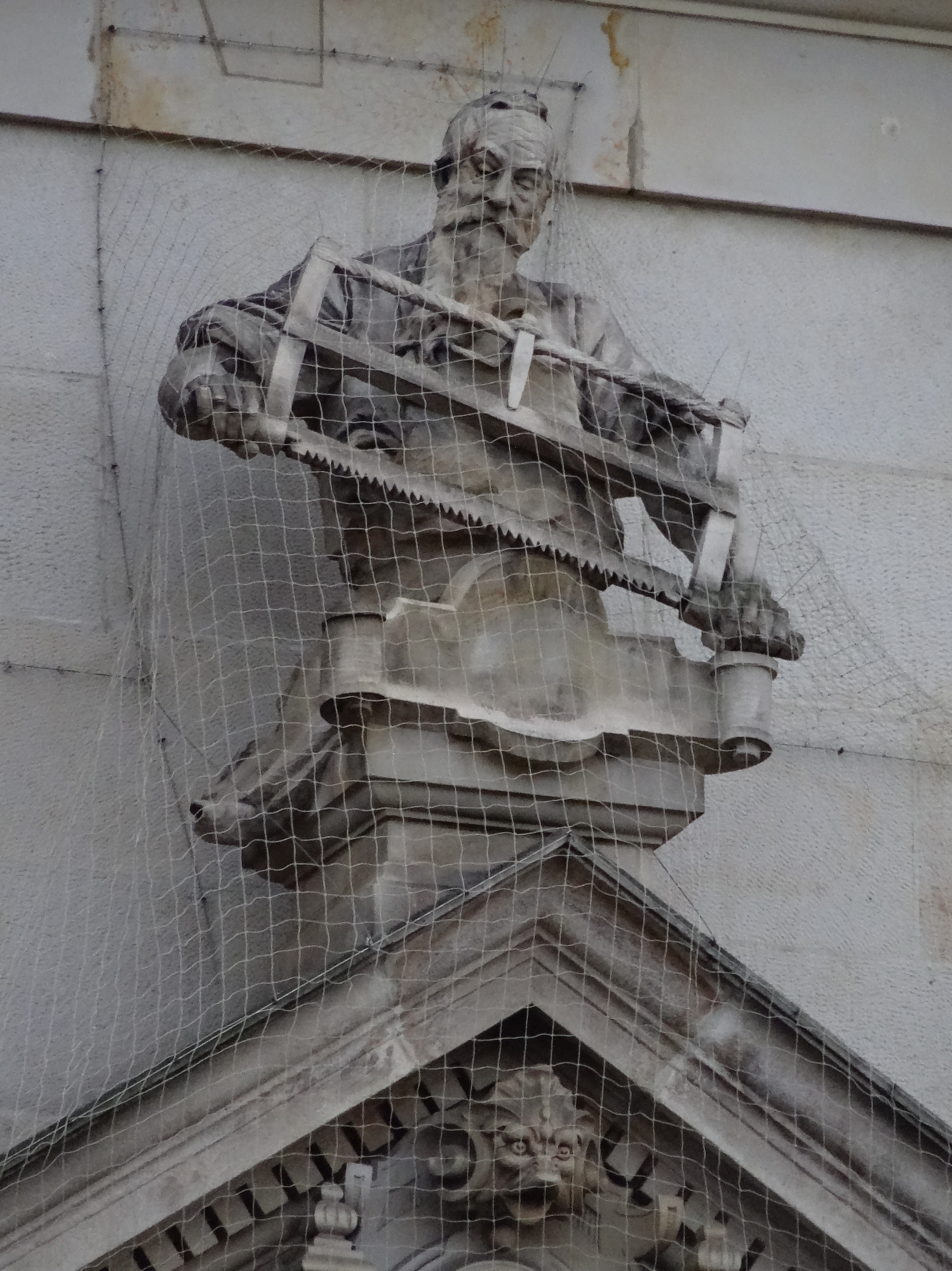
Der Tischler Julius Rud. Loose
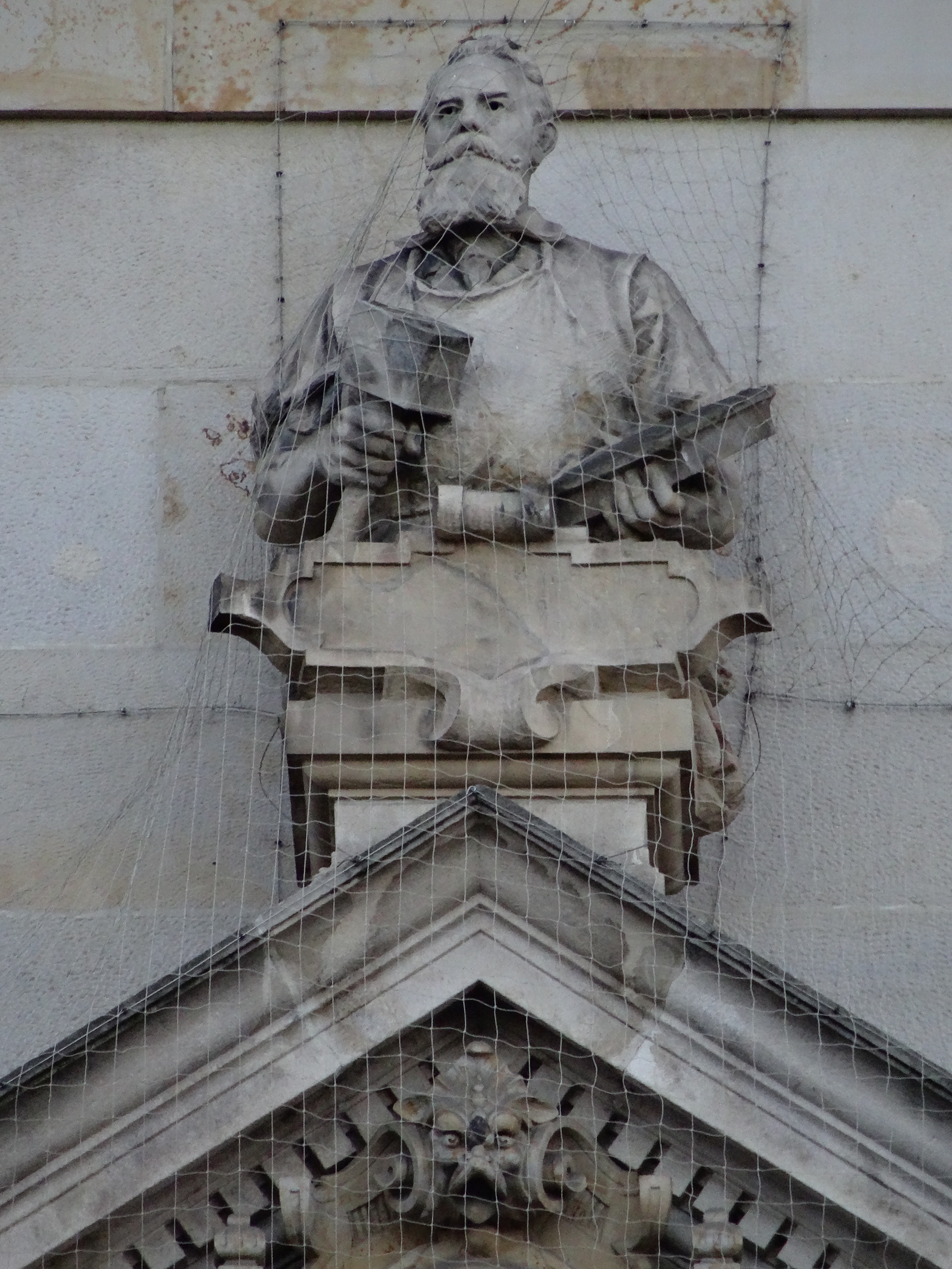
Der Töpfermeister Warnstedt
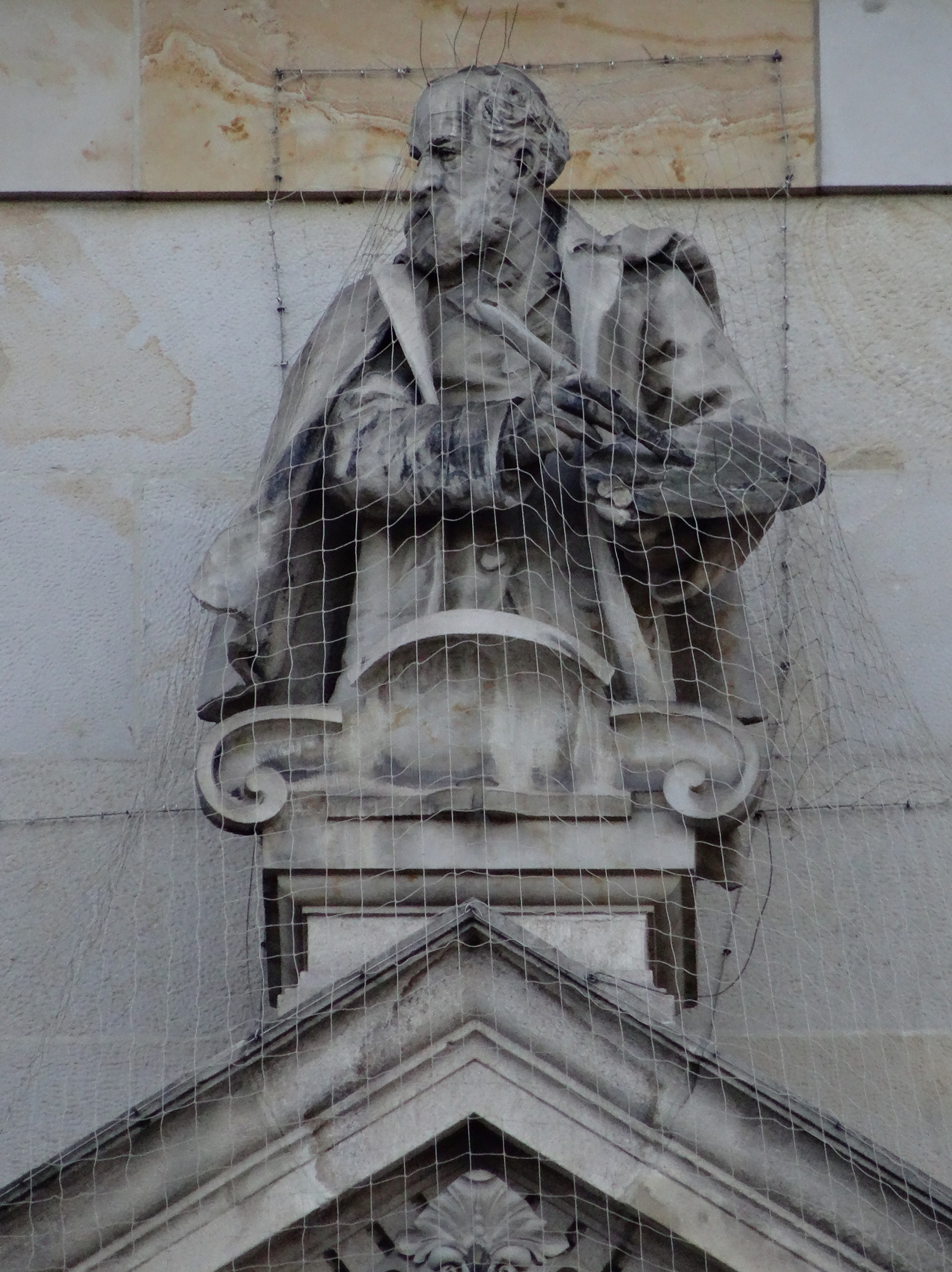
Der Kunstmaler Valentin Ruths
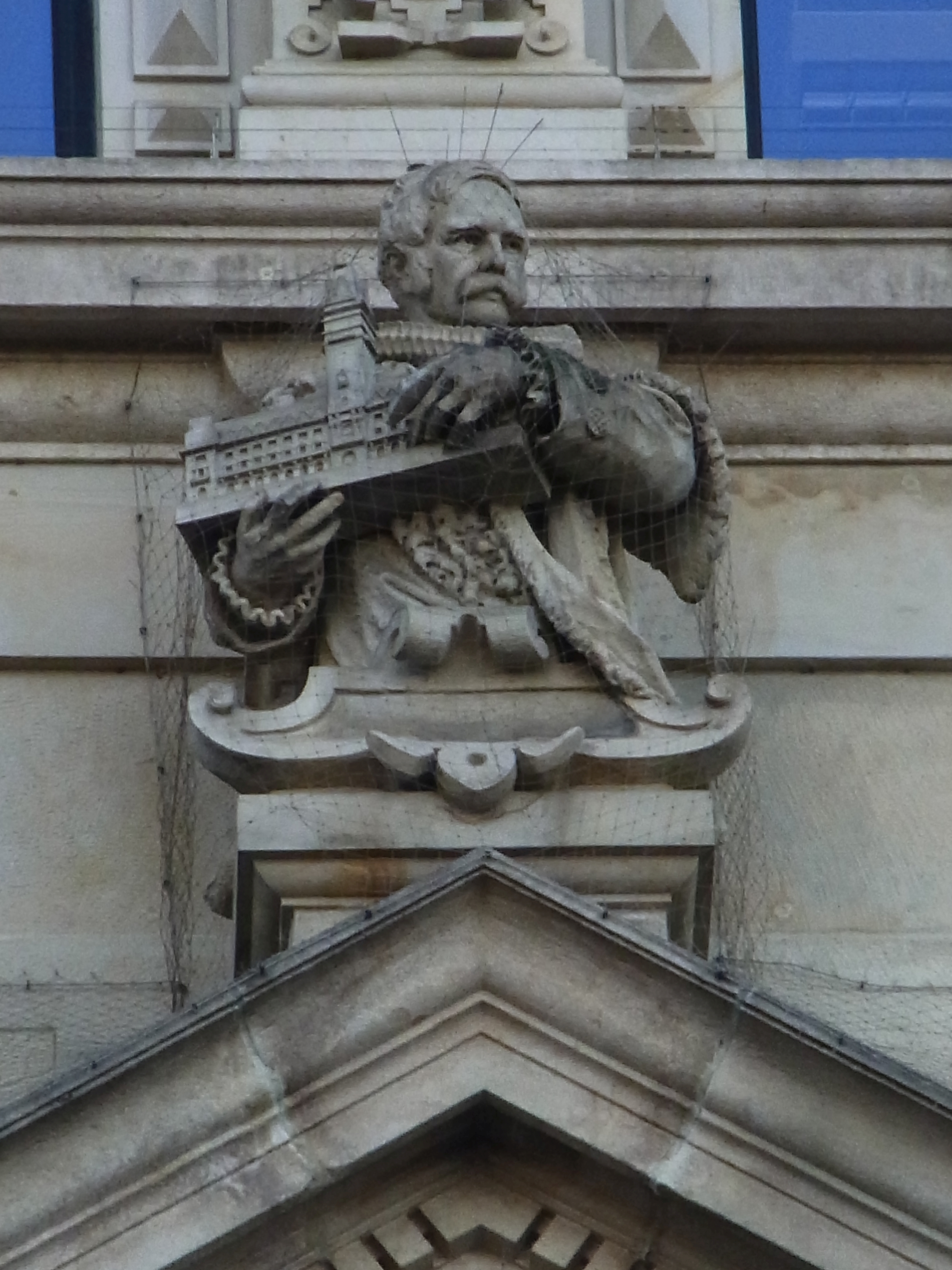
Der Bürgermeister Carl Friedrich Petersen
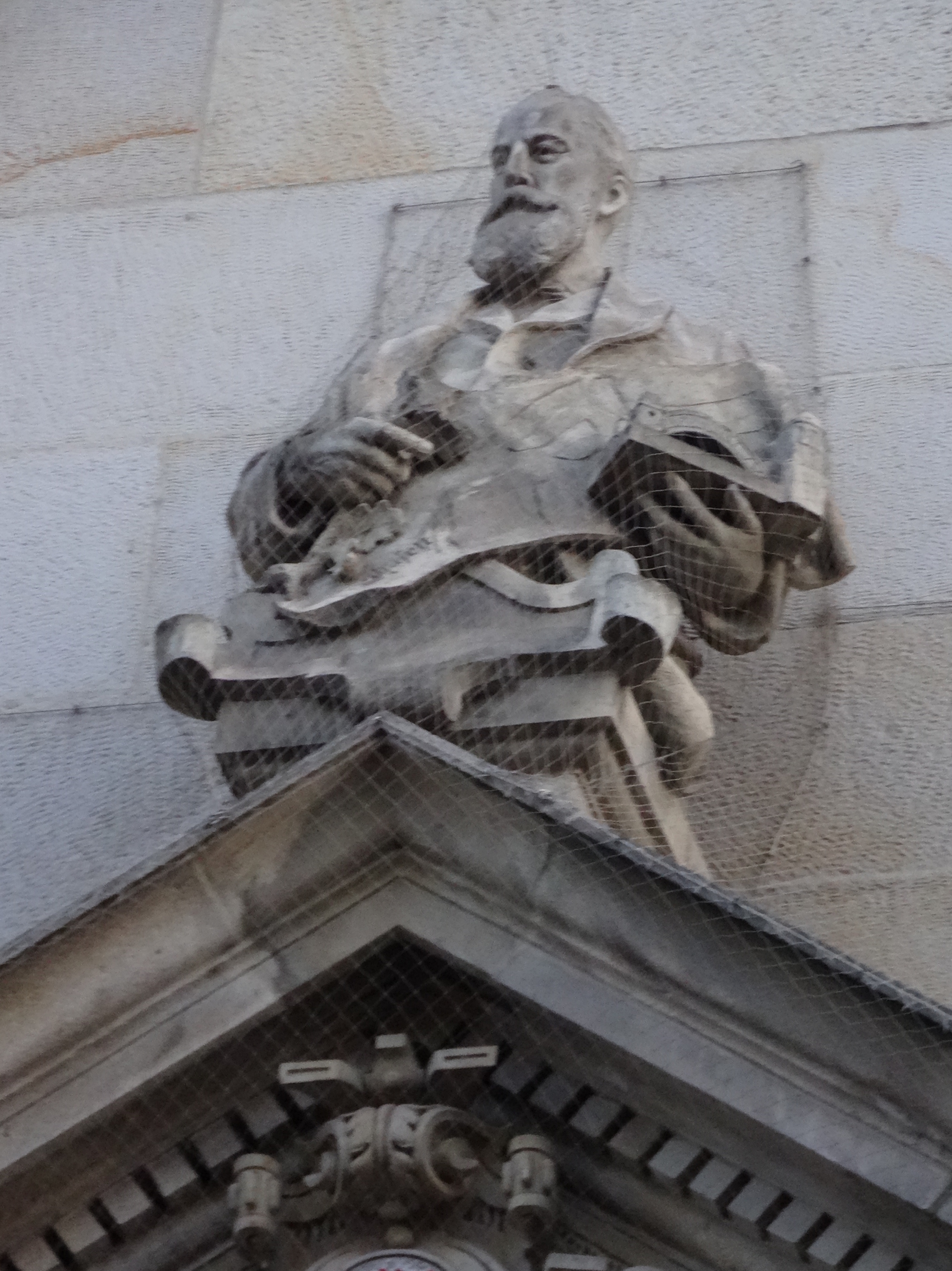
Der Ingenieur Franz Andreas Meyer
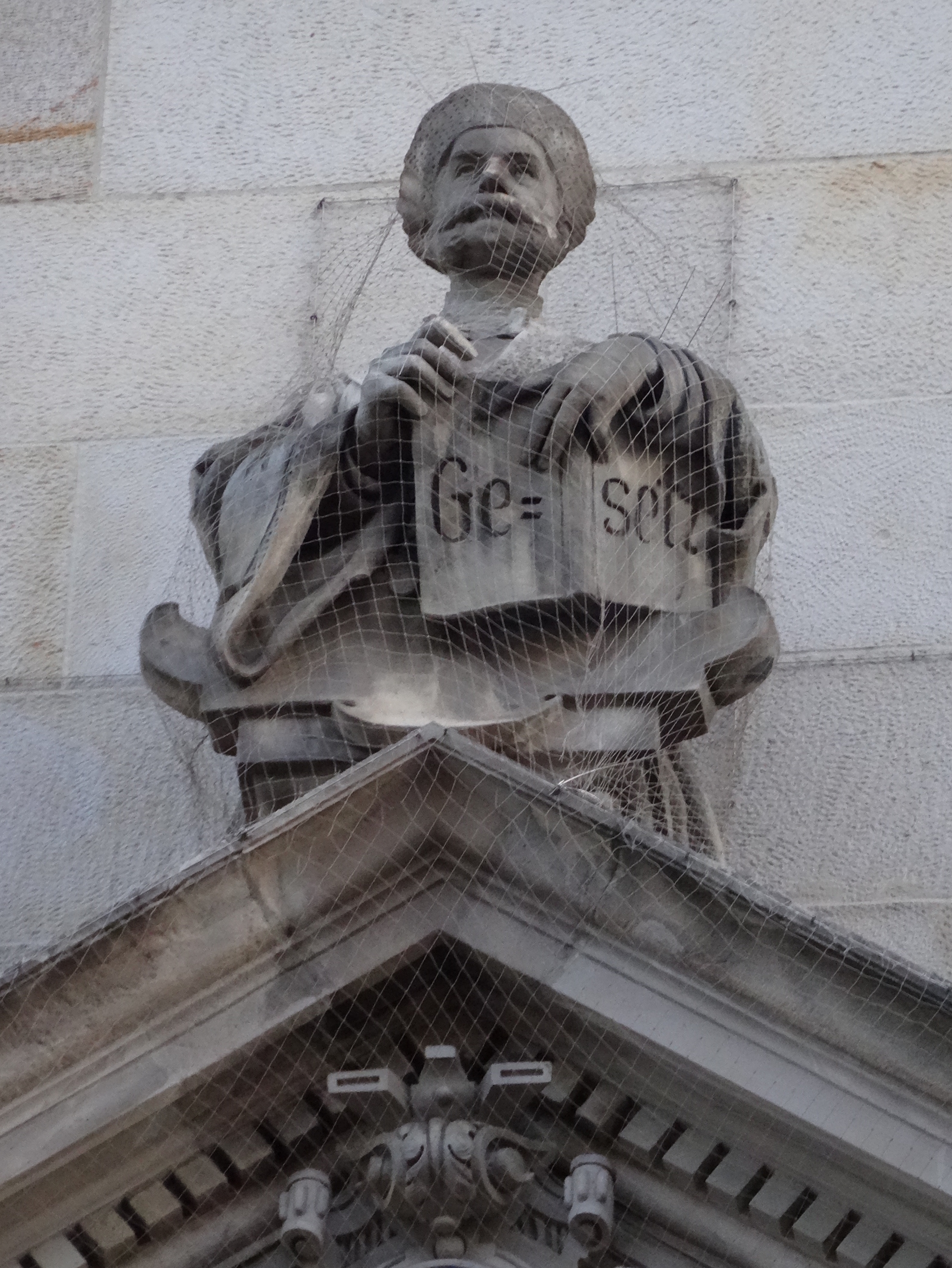
Der Richter Ernst Friedrich Sieveking
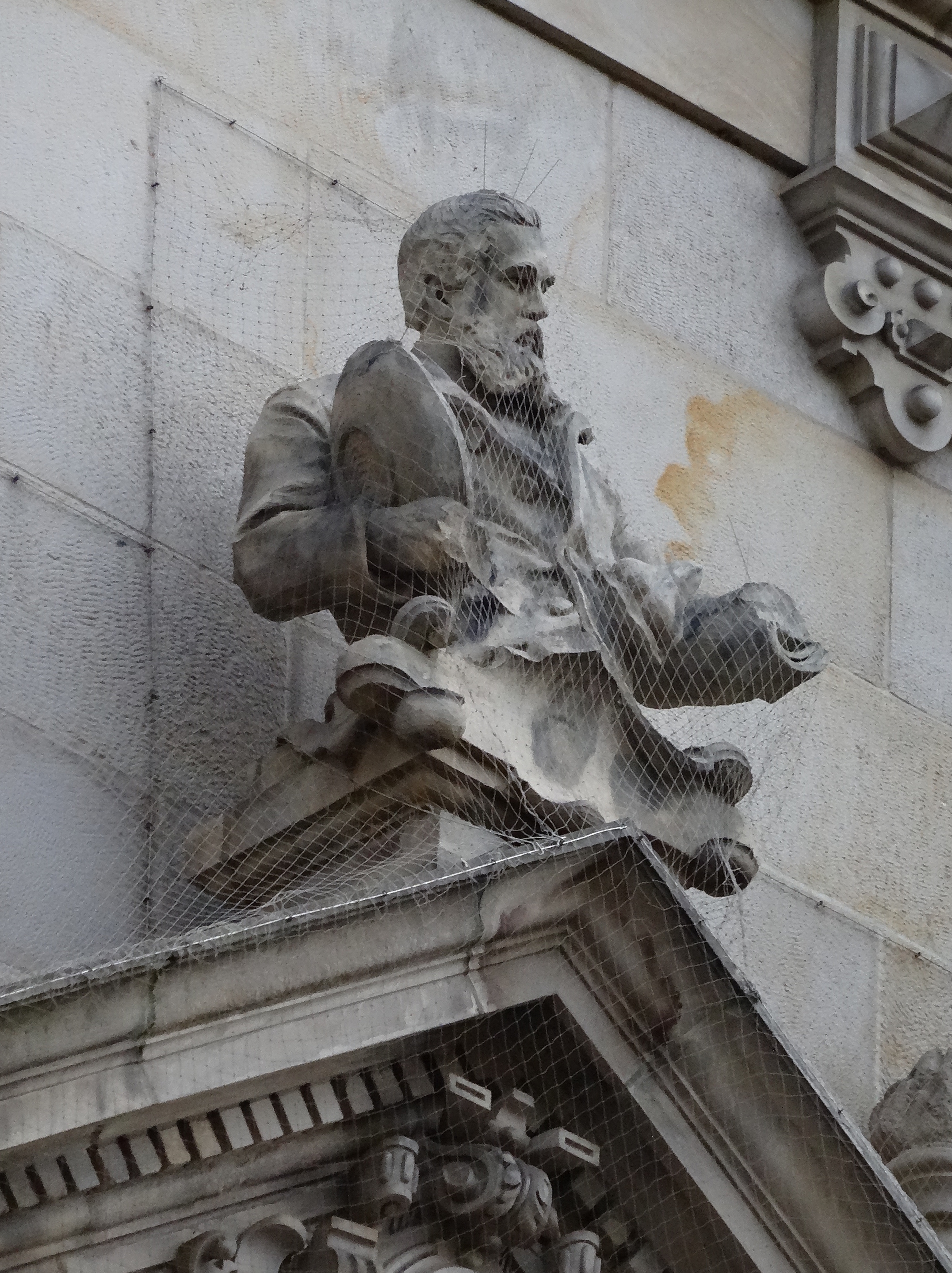
Der Gelehrte Justus Brinckmann
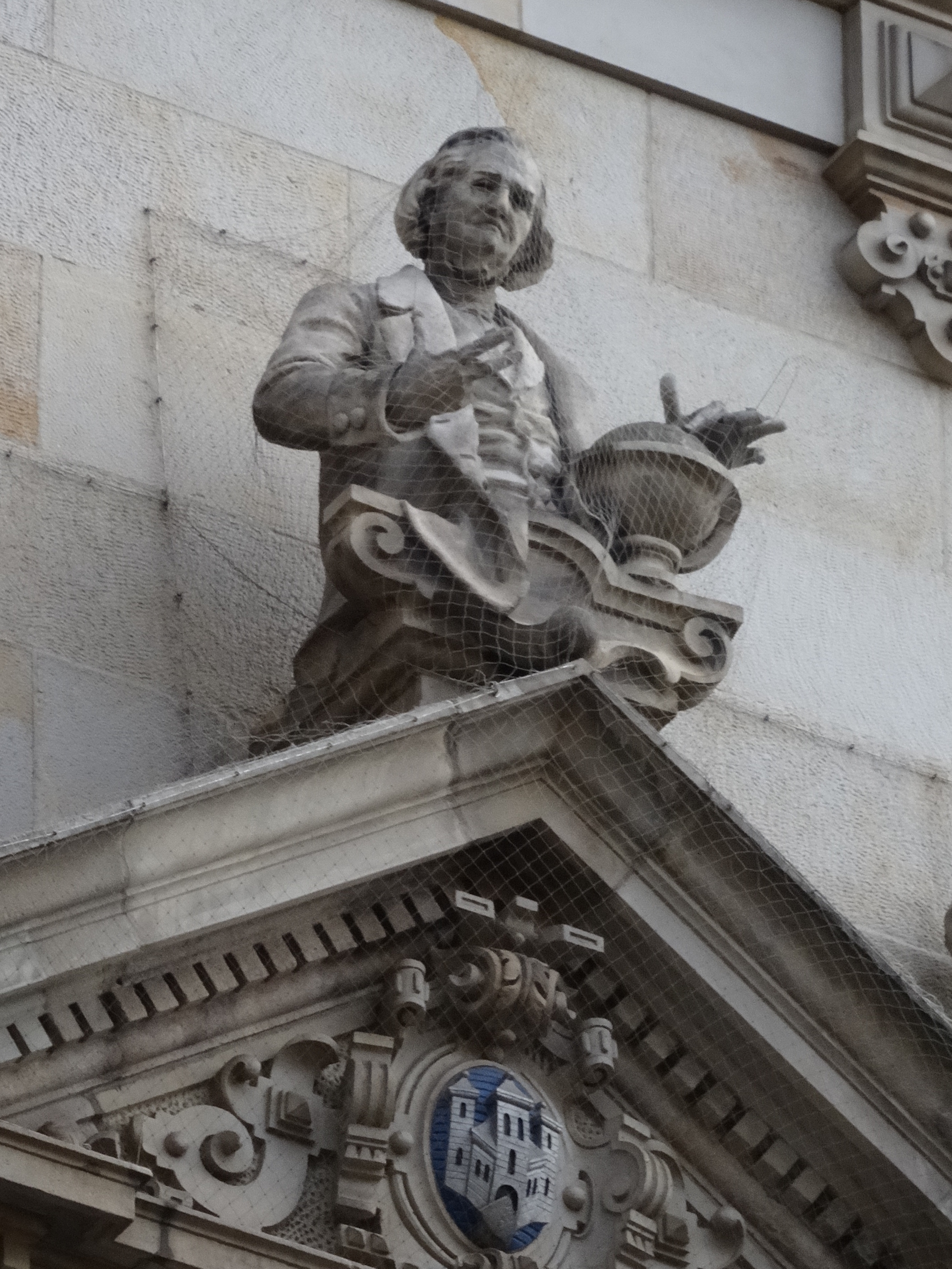
Der Lehrer Georg von Neumayer
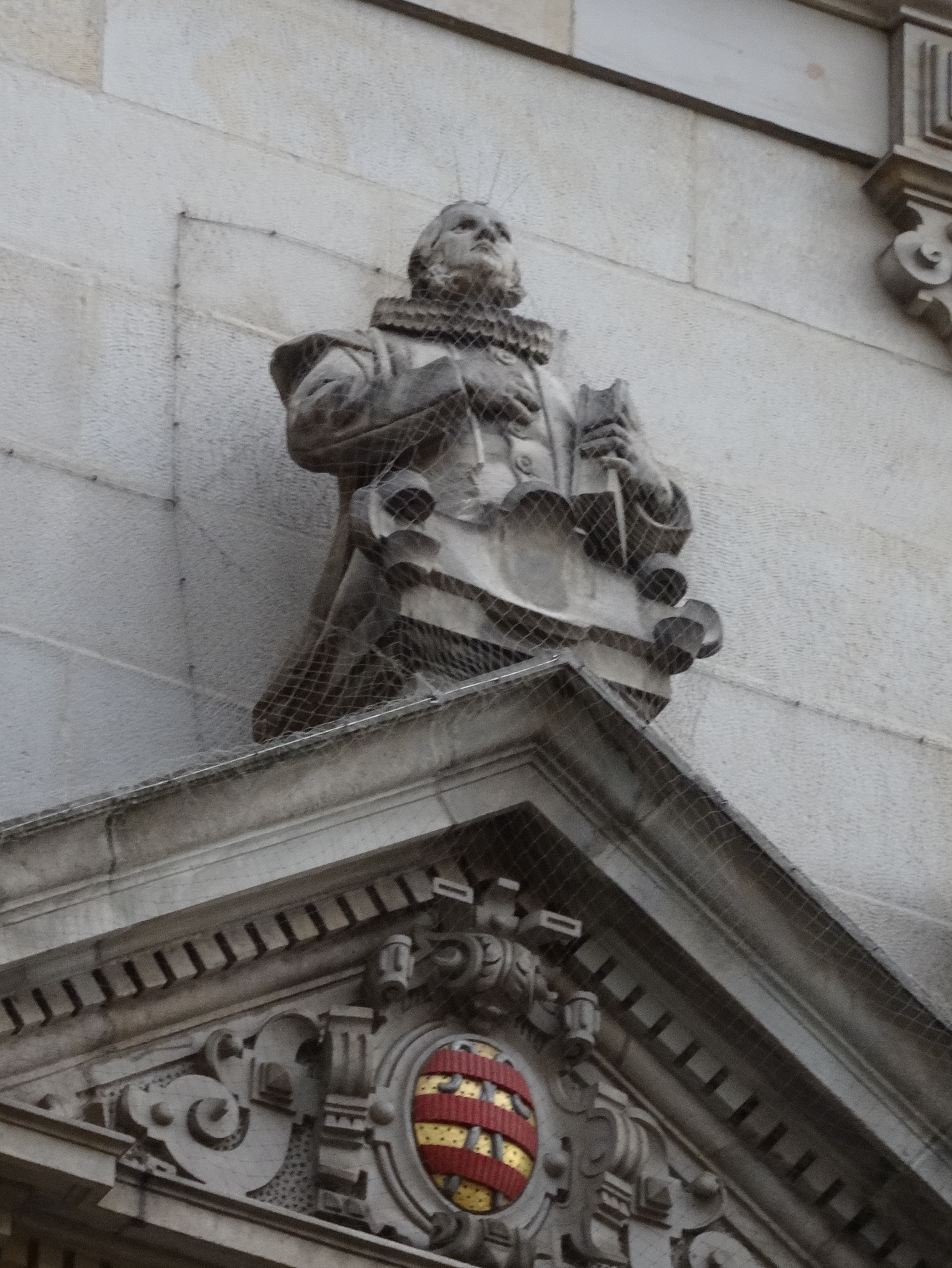
Der Pastor
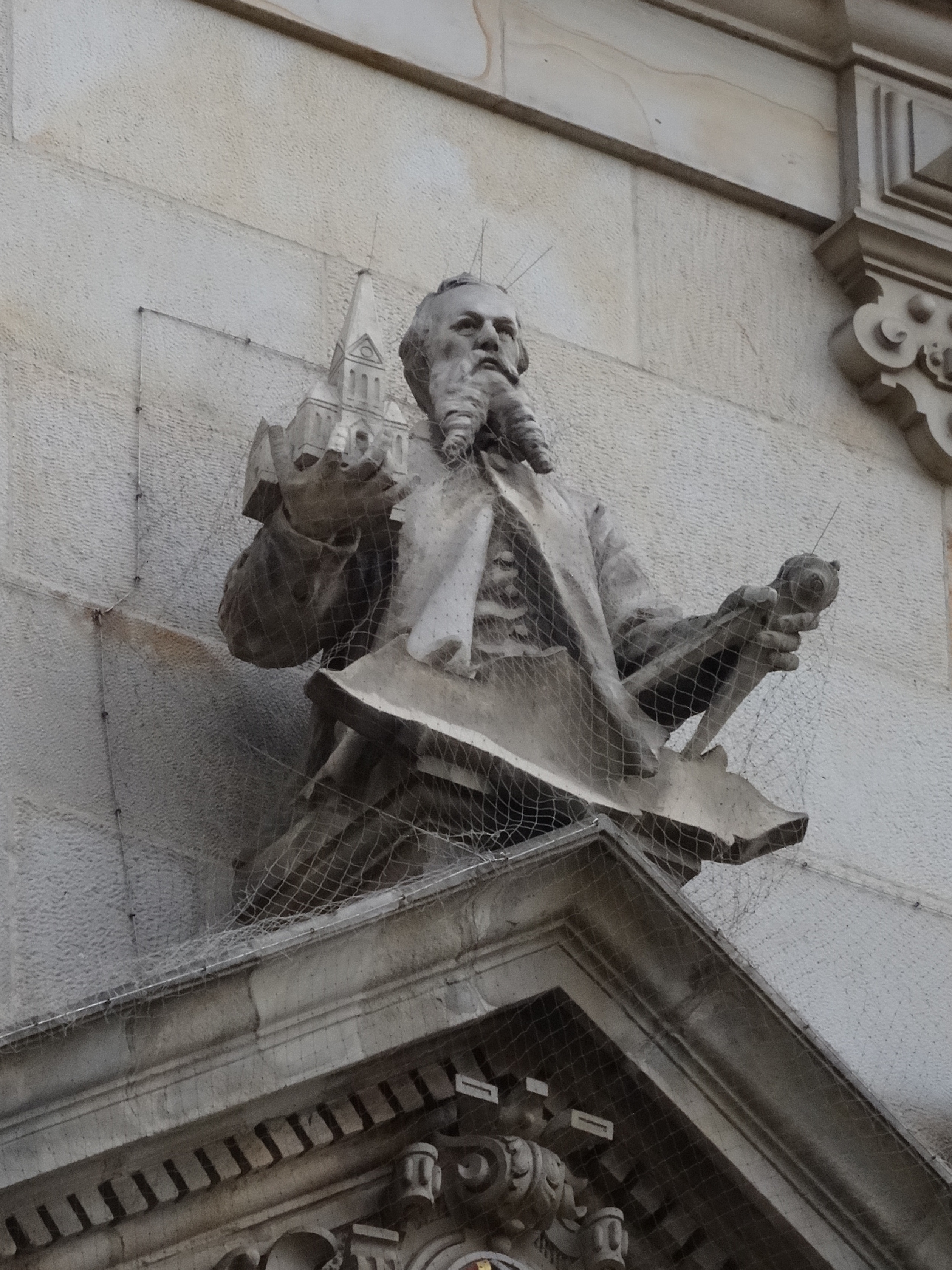
Der Architekt Wilhelm Hauers
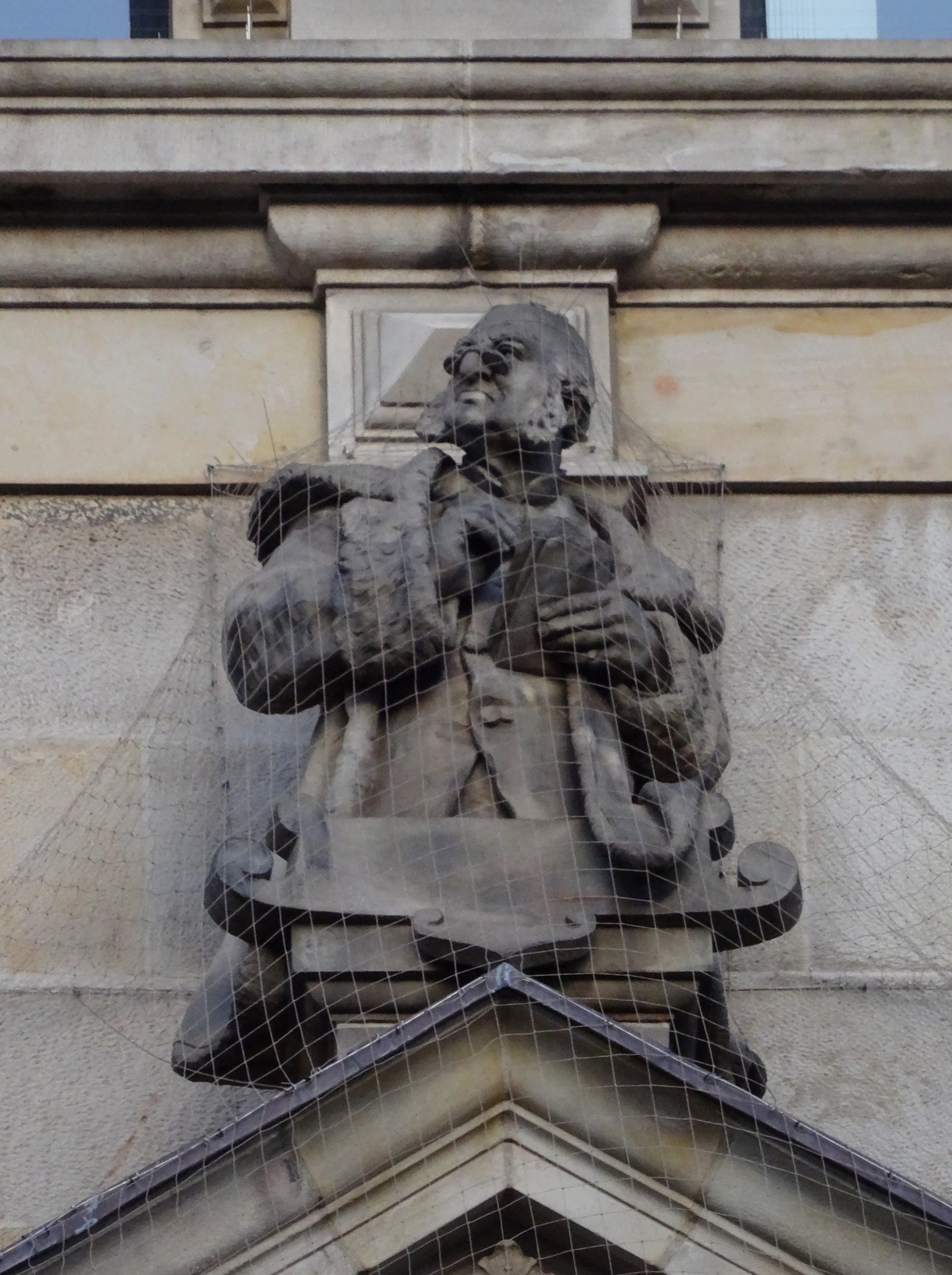
Der Bankier Eduard Behrens sen.

Im Vergleich zu den Gipsmodellen, die Denoth für die Charakterbüsten vorlegen musste, wurden an einigen Figuren Änderungen vorgenommen. Dasselbe gilt auch für seine beiden Bronzefiguren: Die Heilige Katharina auf dem linken zum Rathausmarkt gelegenen Giebel und an der Seite zum Alten Wall Franz II., der letzte Kaiser des Römischen Reiches Deutscher Nation hat keine Kopfbedeckung. Unter dem Druck Napoleons musste er die Krone ablegen.

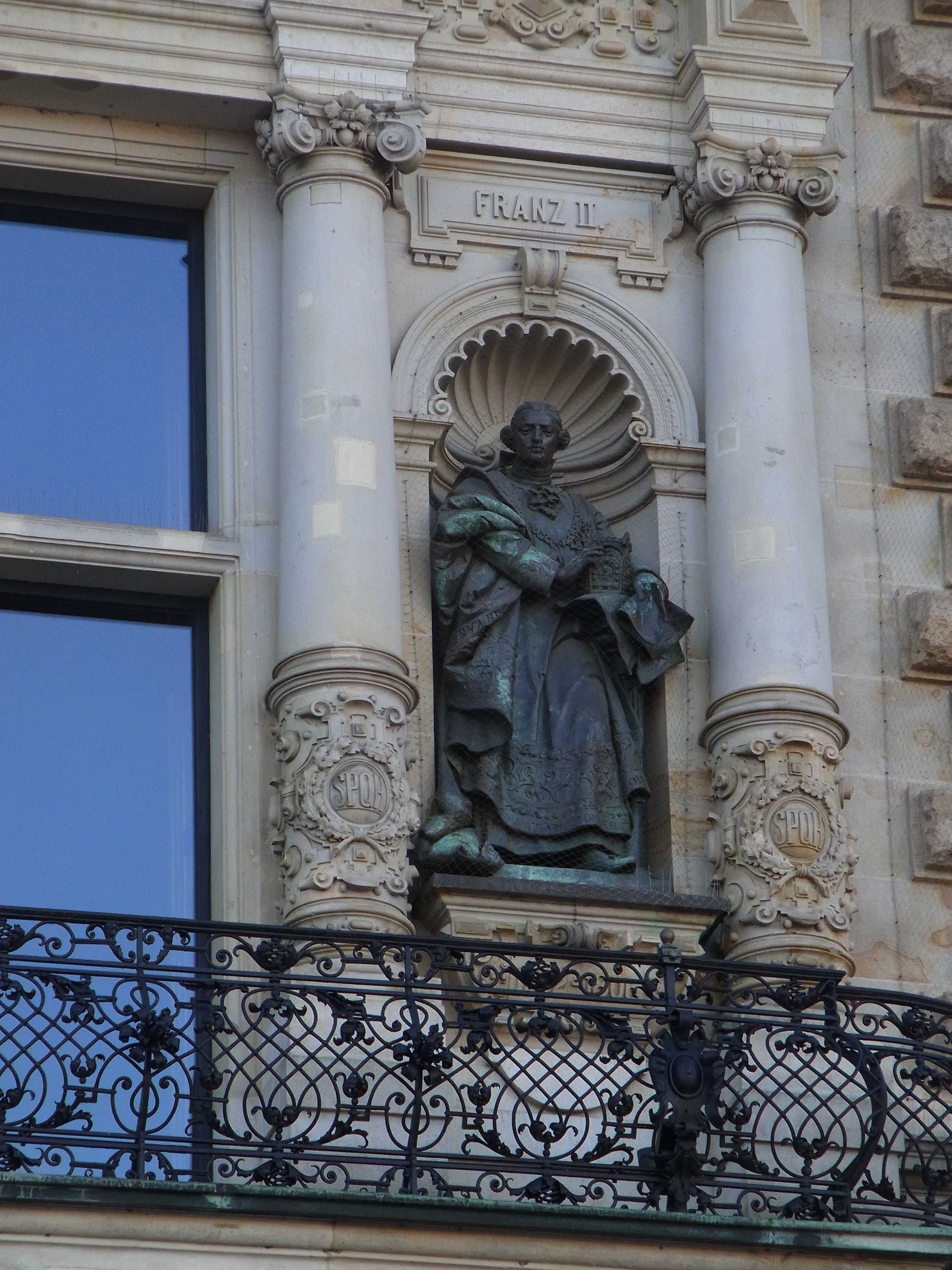
Bronze-Figur von Kaiser Franz II.
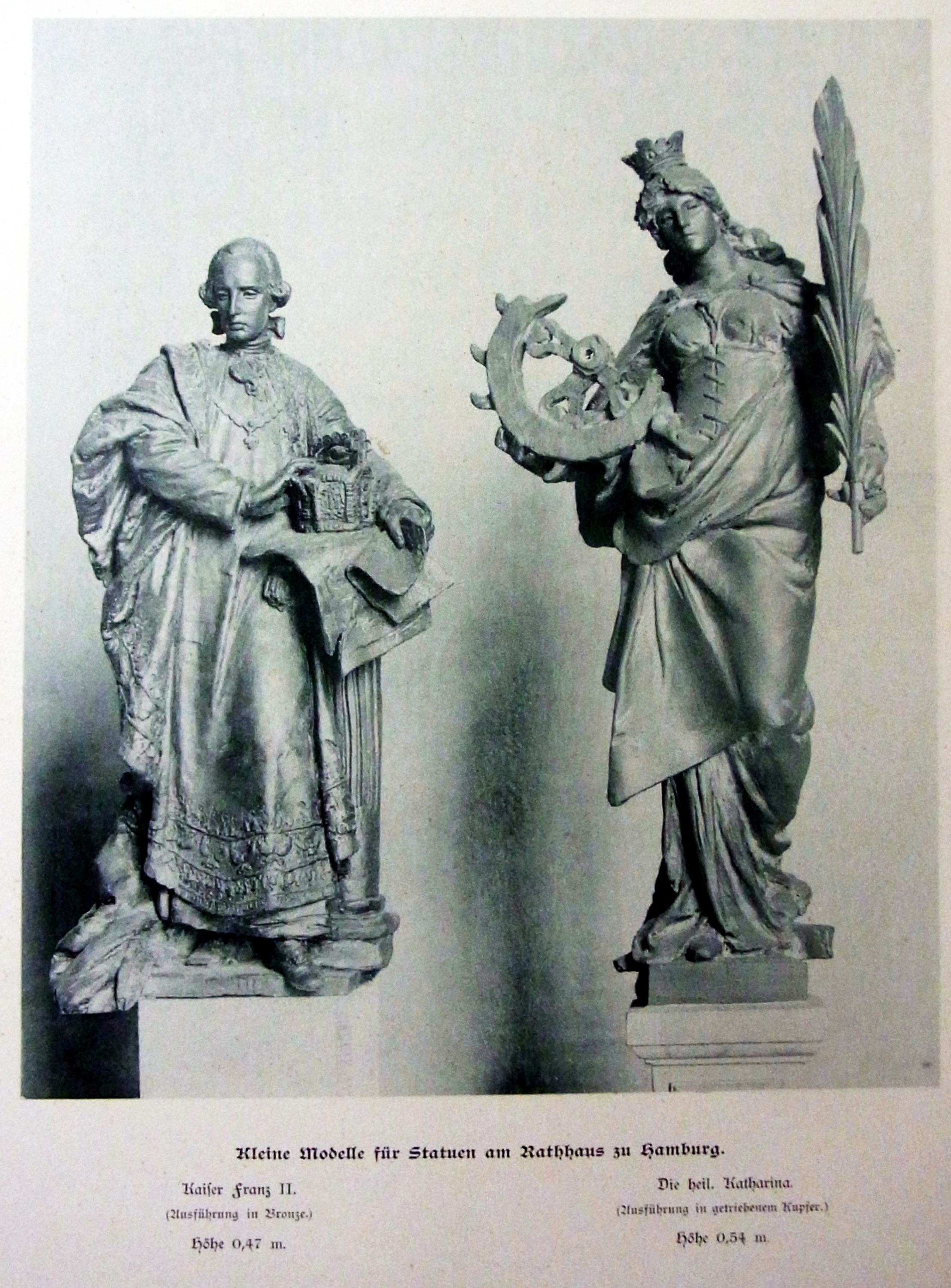
Die kleinen Modell für die beiden Figuren
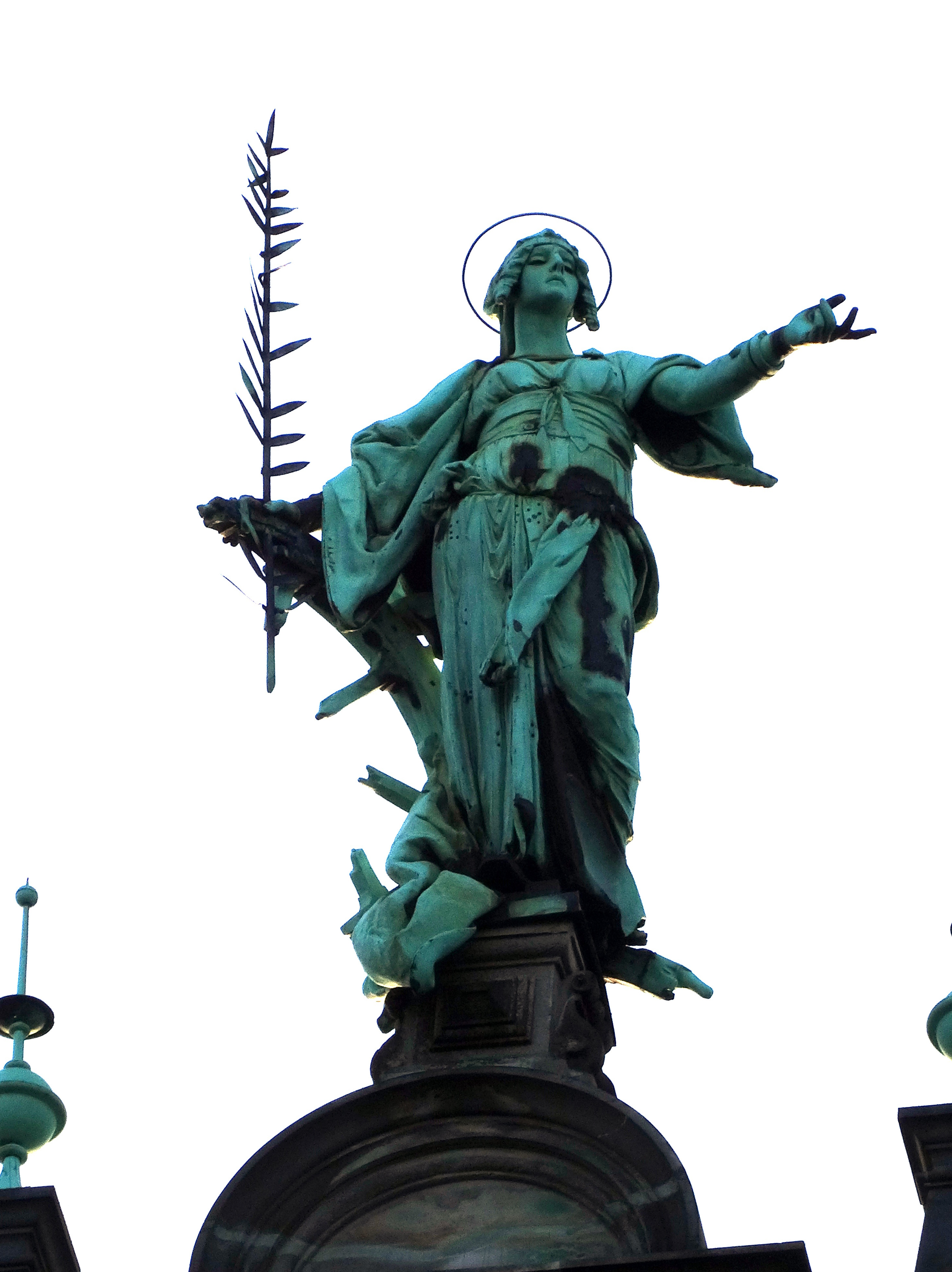
Die Heilige Katharina

Denoths Figuren am Hamburger Rathaus gelten als sein Hauptwerk. Während der Arbeiten daran starb Aloys Denoth im Alter von nur 42 Jahren.

### Andere Werke
Er schuf Holzbildwerke, Reliefs, kunstgewerbliche Gegenstände, Medaillen, Großplastiken (neun Meter hohe Figuren in der Hamburger Gewerbe- und Industrie-Ausstellung 1889). In den Jahren 1892–1893 schuf er für die 1885 entstandene gemeinsame Familiengrabstätte Laeisz-Canel-Meerwein-Hanssen auf dem Ohlsdorfer Friedhof (V7-8/W7-8) vier knabenhafte Engel mit den Attributen der Architektenfamilie Hanssen und der Reederfamilie Canel.
Denoth wurde Mitglied der Patriotischen Gesellschaft und schuf für das Gebäude der Patriotischen Gesellschaft eine große Hänge-Uhr, die noch heute im Erdgeschoss im Raum „Zum alten Rathaus“ zu bewundern ist. Sie zeigt im Innenfeld eine kunstvolle Uhr umgeben von einem Holzkranz mit 4 geschnitzten Putten, darunter die drei Schilde der Maler/Künstler. Der Holzkranz wiederum wird umrahmt von einem Metallkranz mit Sonnenstrahlen und den 12 Sternzeichen sowie einer Sanduhr als Mahnung an die Vergänglichkeit. Oben ist auf der Erdkugel die Figur des Merkur (Hermes), dem Schutzgott der Kaufleute, zu sehen mit dem geflügelten Helm, dem Heroldstab und Flügelschuhen.

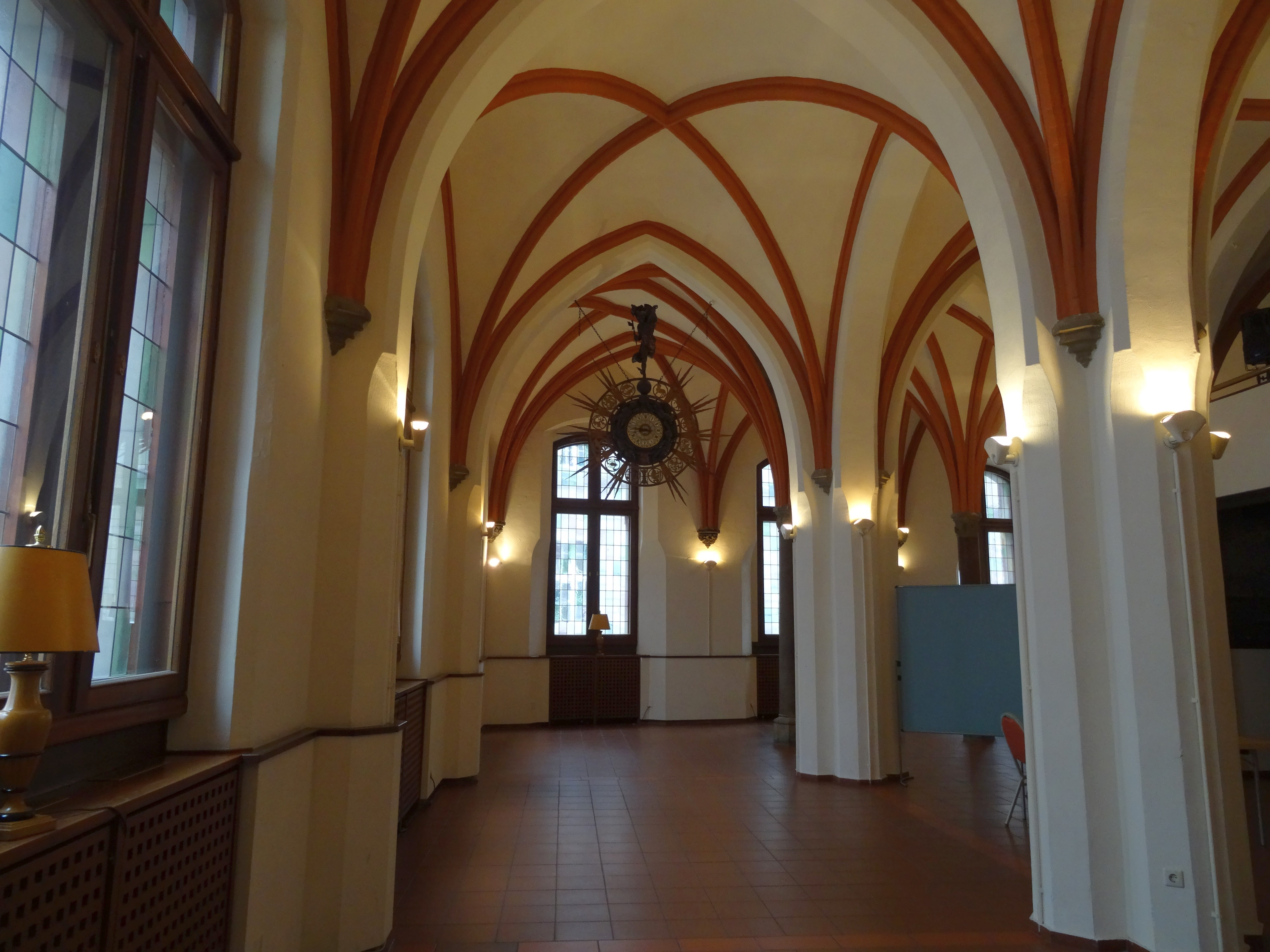
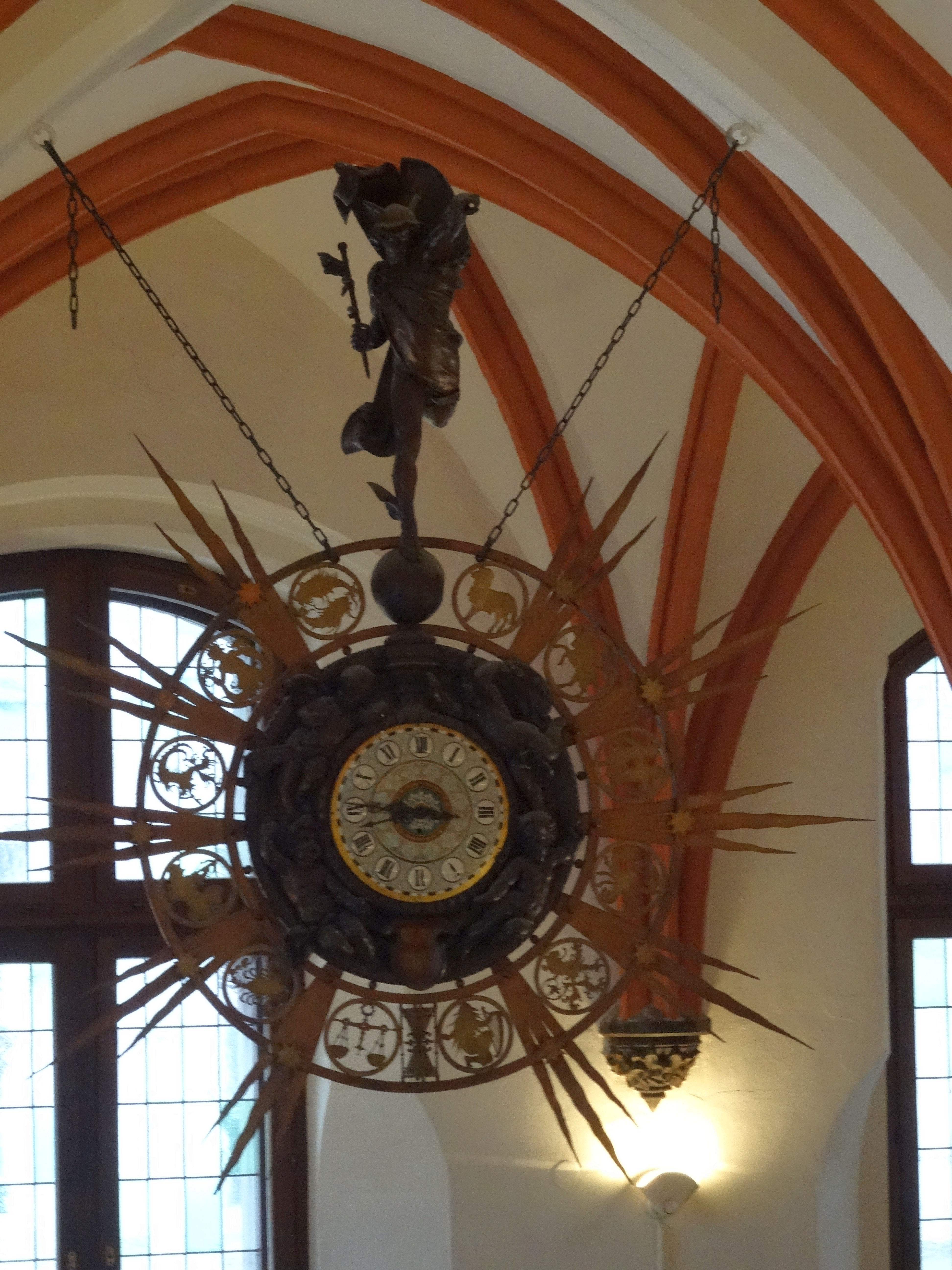
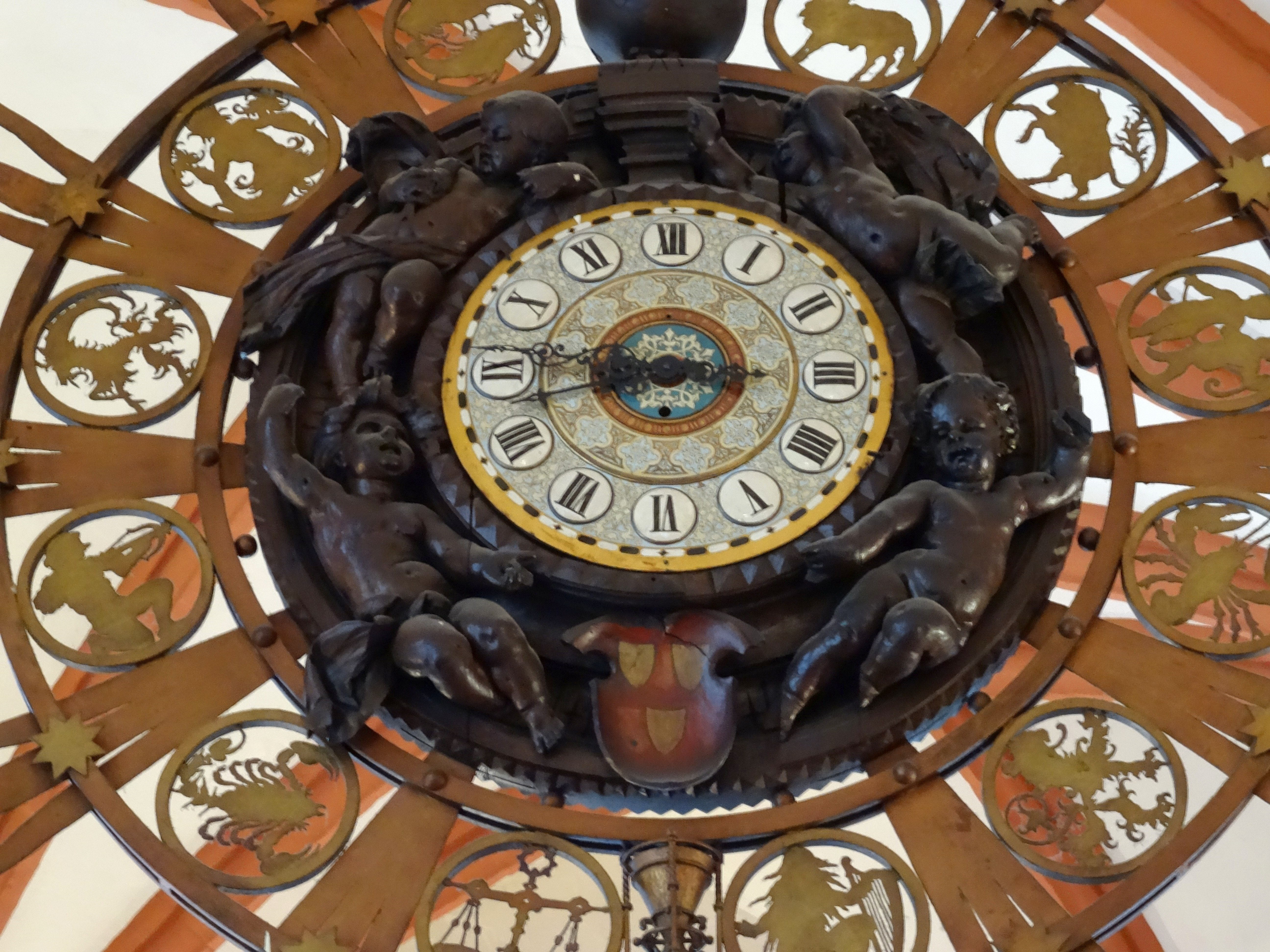
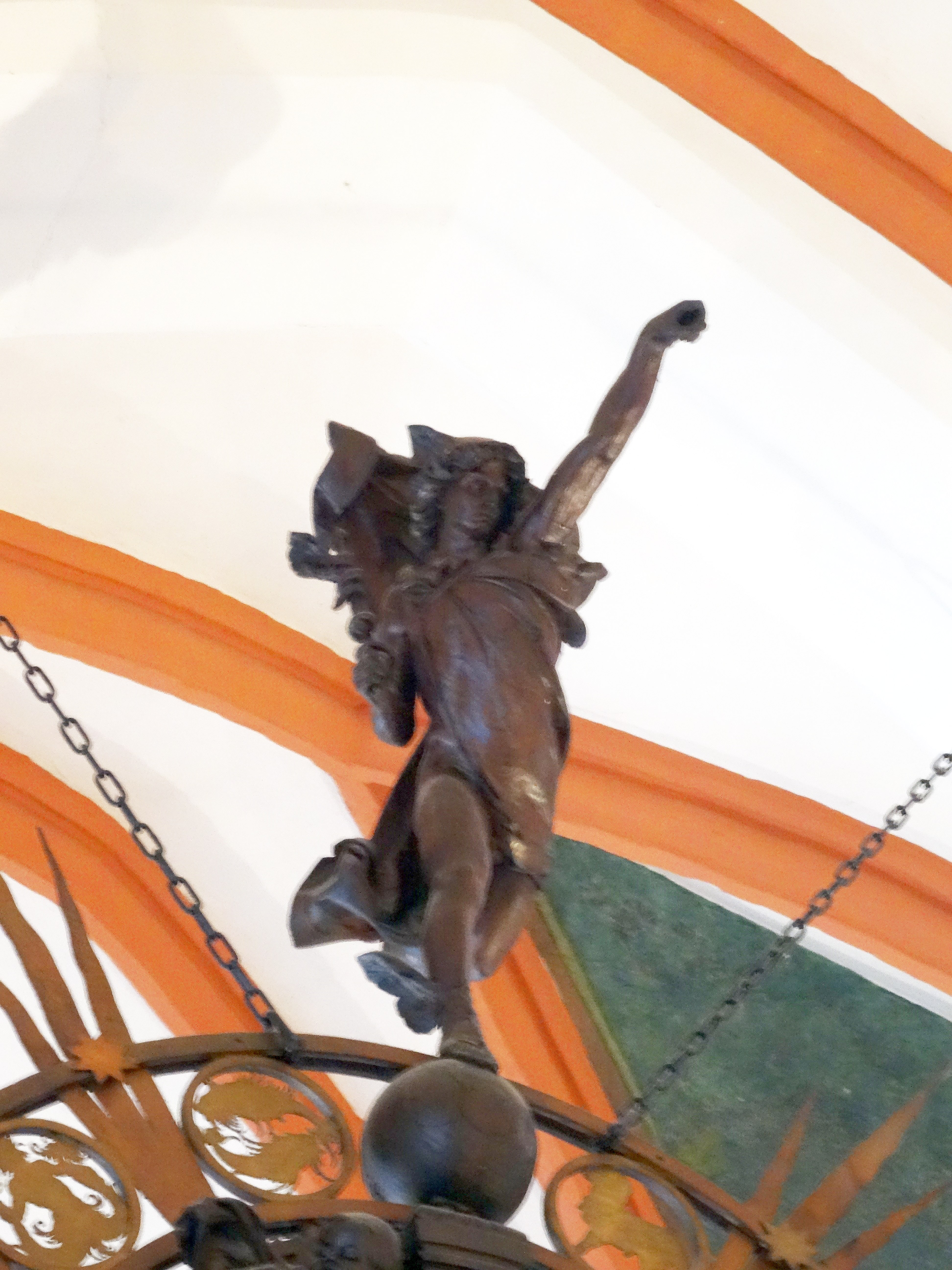
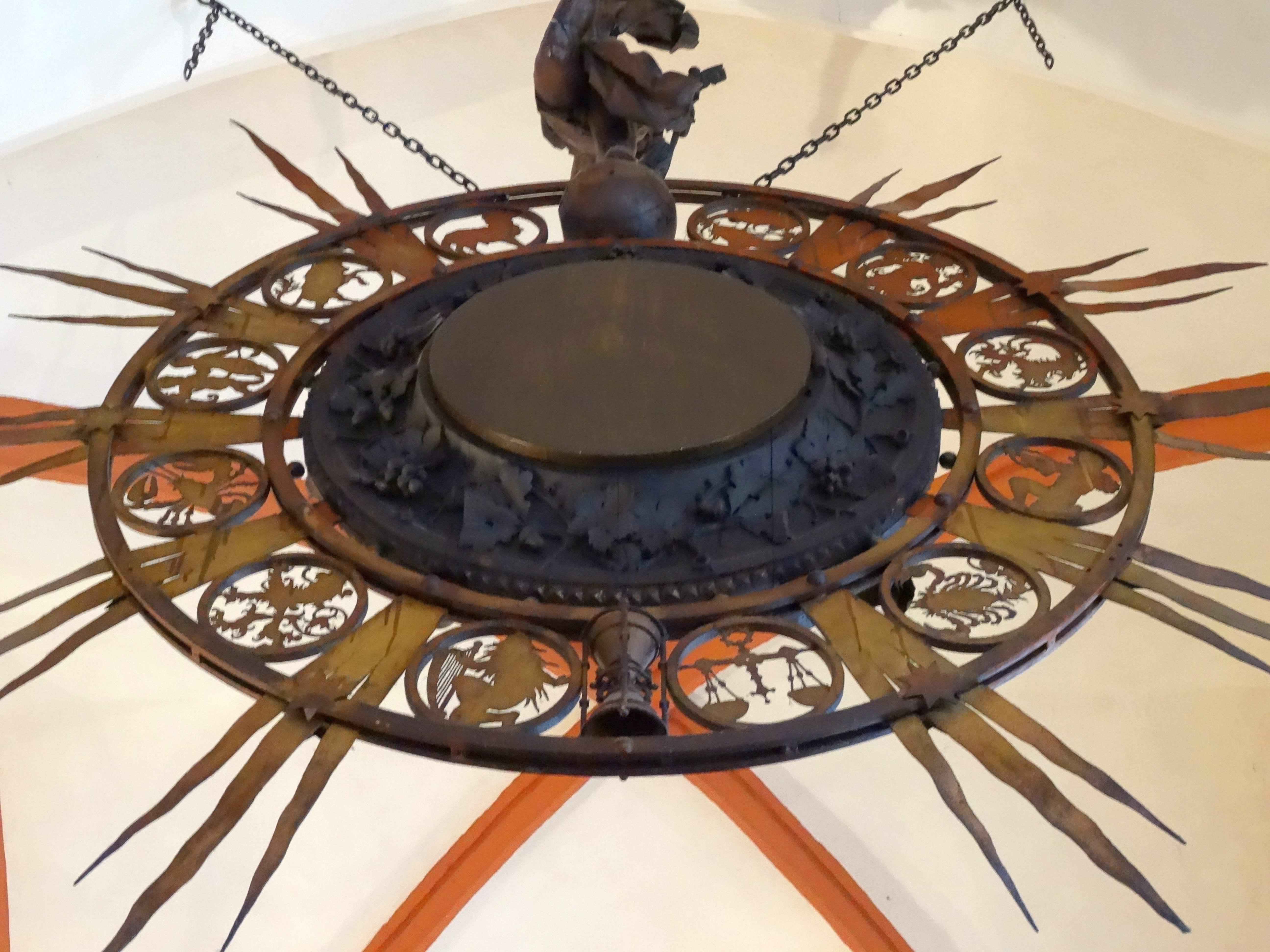

Für die Deutsch-Nationale Kunstgewerbeausstellung 1888 in München entwarf er zwei Skulpturen, die sich heute im Hamburger Rathaus befinden: Das holzgeschnitzte Standbild des Bürgermeisters Max Theodor Hayn (knapp 90 cm hoch) befindet sich im sog. Waisenzimmer des Rathauses und am Fenster im Phoenixsaal befindet sich heute das „Aneroidbarometer“ mit seinen kunstvollen Schnitzereien. Das Barometer gehörte ursprünglich dem Verein für Kunst und Wissenschaft, der im Gebäude der Patriotischen Gesellschaft seinen Sitz hatte.

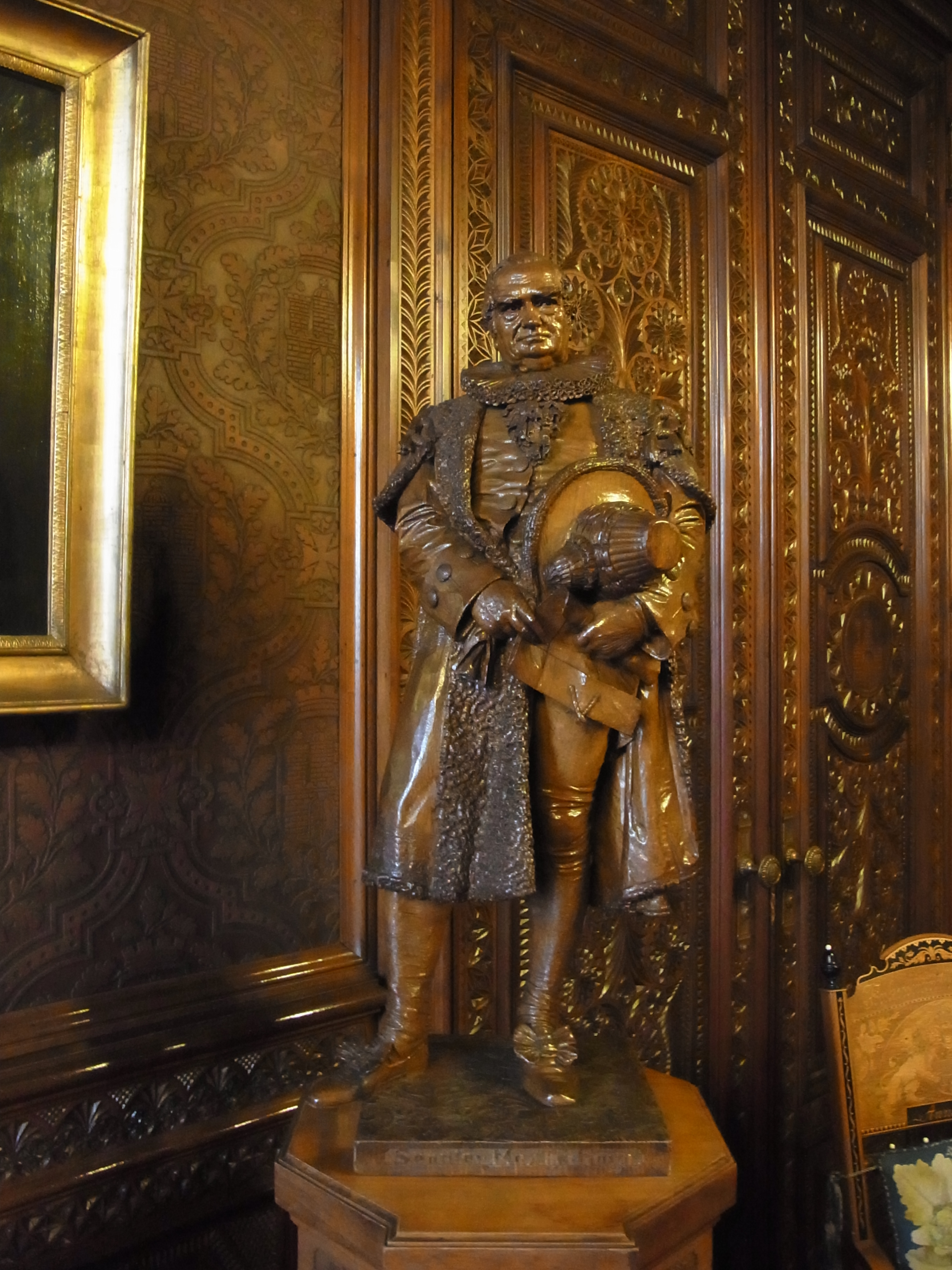
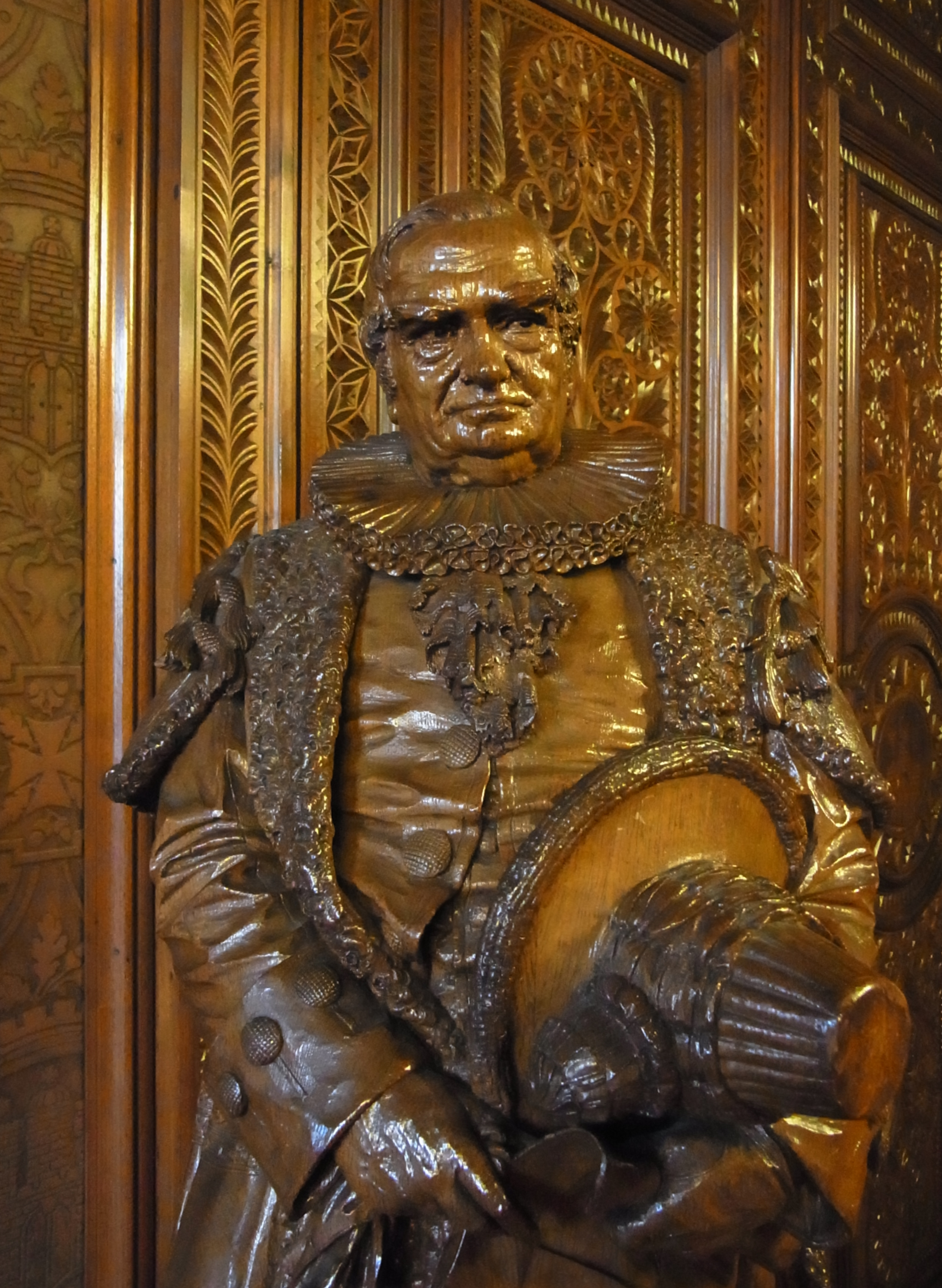

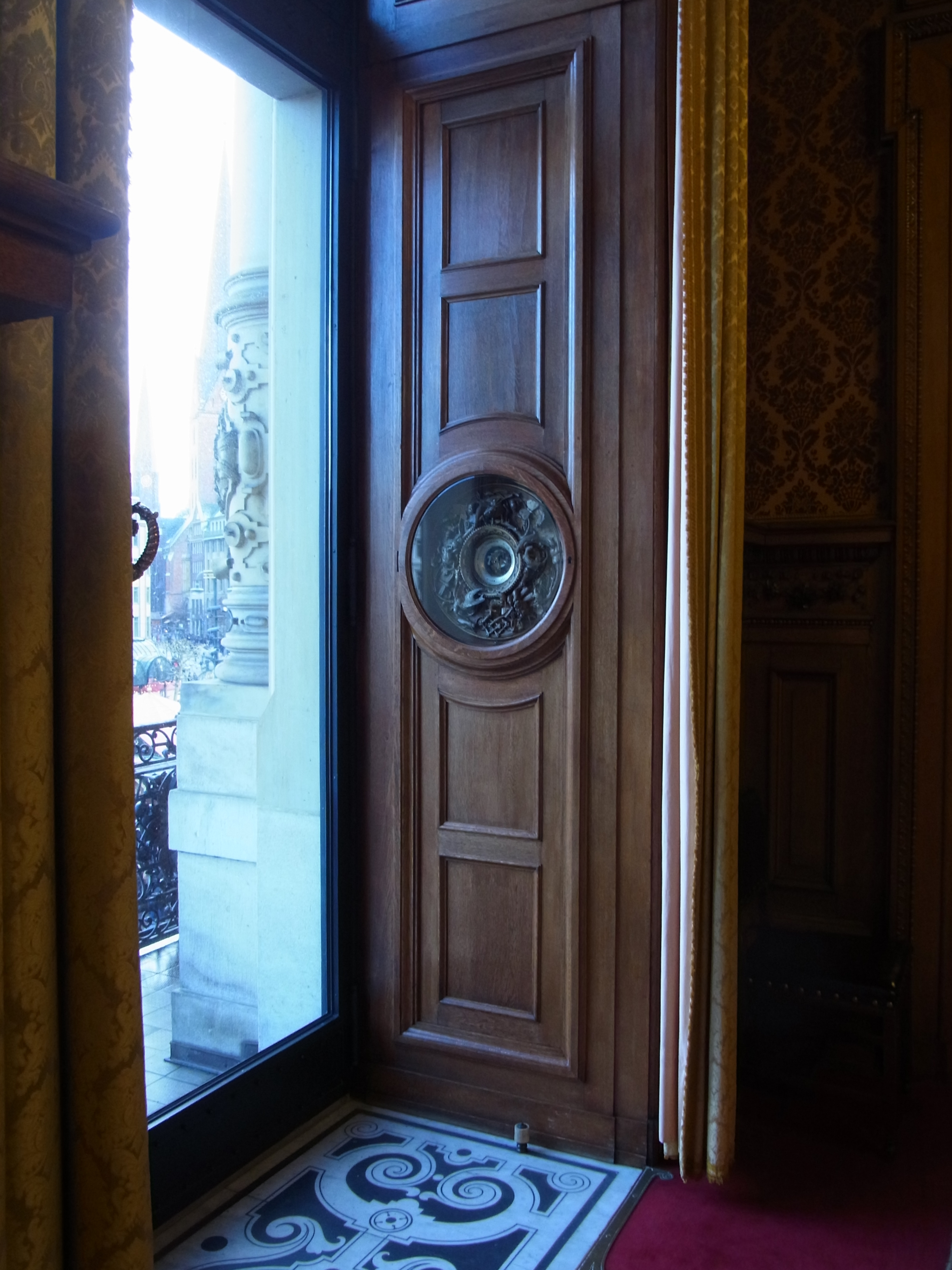
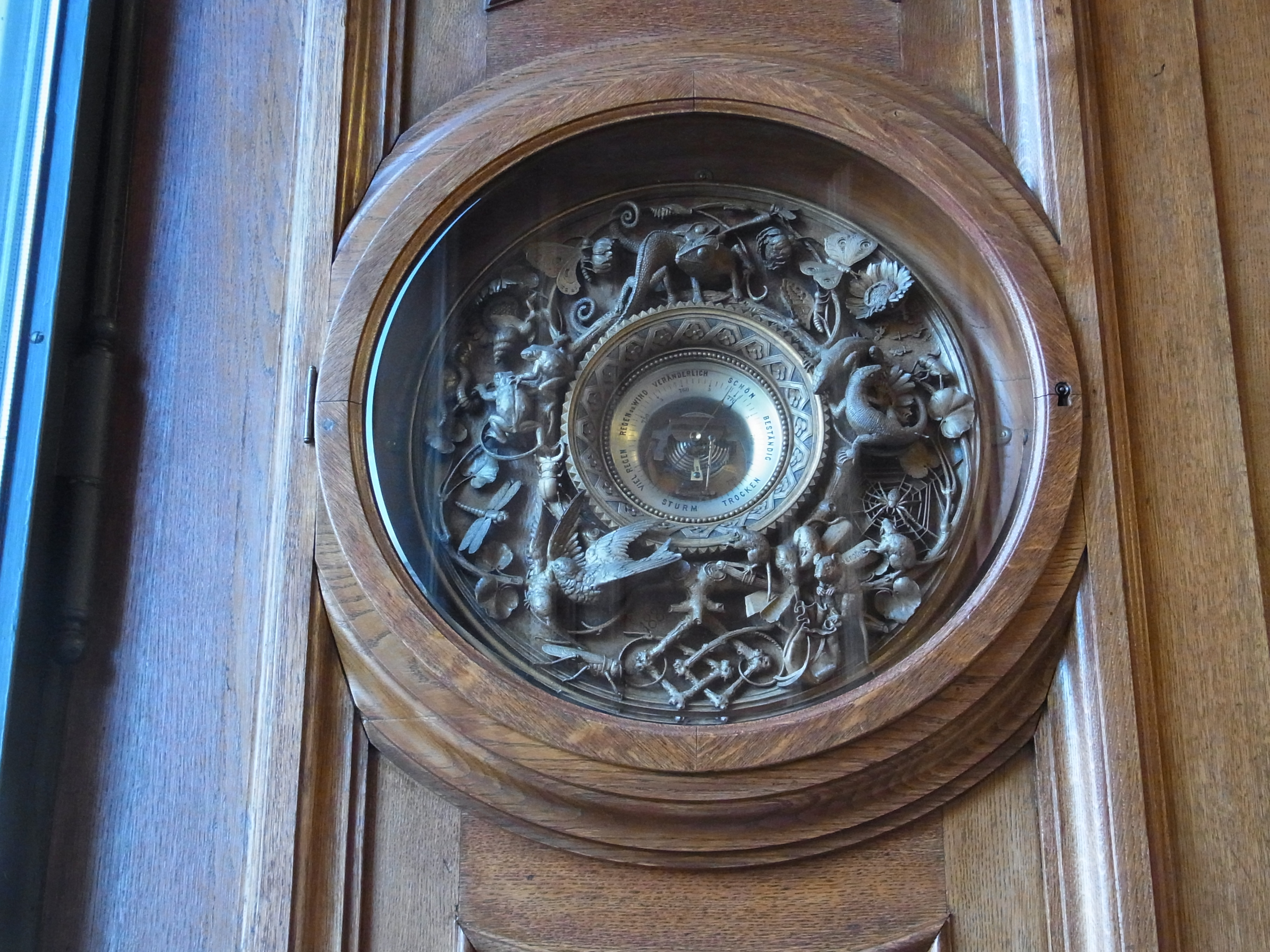
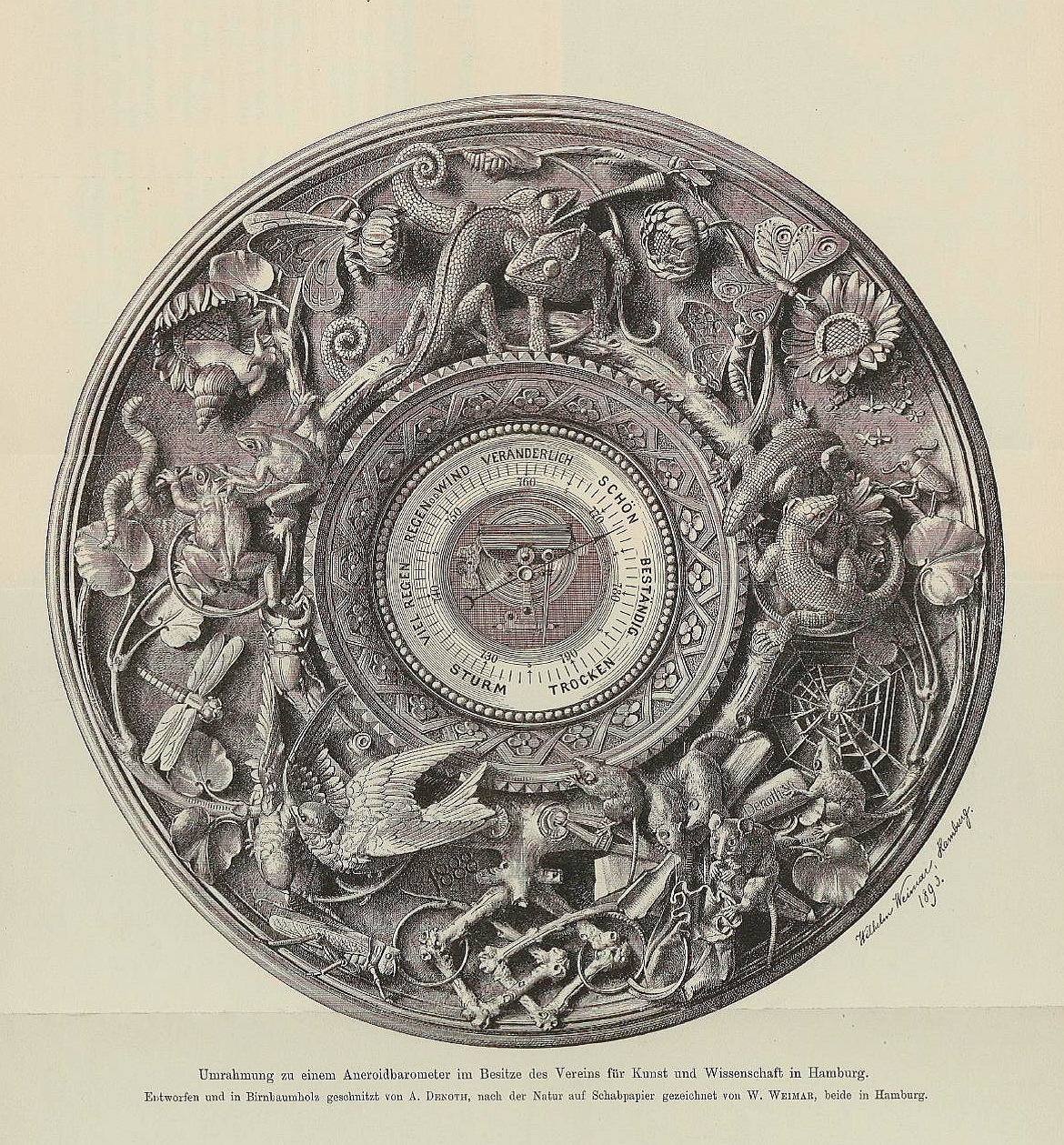

Die Besonderheit des Aneroidbarometer wurde so hoch eingeschätzt, dass es der Zeichner und Assistent des Museumsdirektors Justus Brinckmann, Wilhelm Weimar, abzeichnete und mit einem erläuternden Text in der Zeitschrift „Kunstgewerbeblatt“ Nr. 5.1894 veröffentlichte.
Seine Werkstatt hatte Denoth lange Zeit in der Lindenstraße 13 (Stadtteil St. Georg), im selben Haus wie der Lederkünstler Georg Hulbe. Das historische Hamburger Adressbuch meldet für das Jahr 1893 (also das Todesjahr Denoths) den Umzug in die Hammerbrookstraße 15/Hhs.
Nach seinem plötzlichen Tod wurde von Justus Brinckmann 1894 im Museum für Kunst und Gewerbe in Hamburg eine Gedenkausstellung gezeigt. Eine aufwändige Mappe mit Denoths Holzschnitzwerken wurde ebenfalls herausgegeben.
Eine weitere Ausstellung im Museum für Kunst und Gewerbe fand vom 12. September bis 2. November 1997 statt anlässlich des 100. Jahrestages der Vollendung des Hamburger Rathauses.